# Schlesien

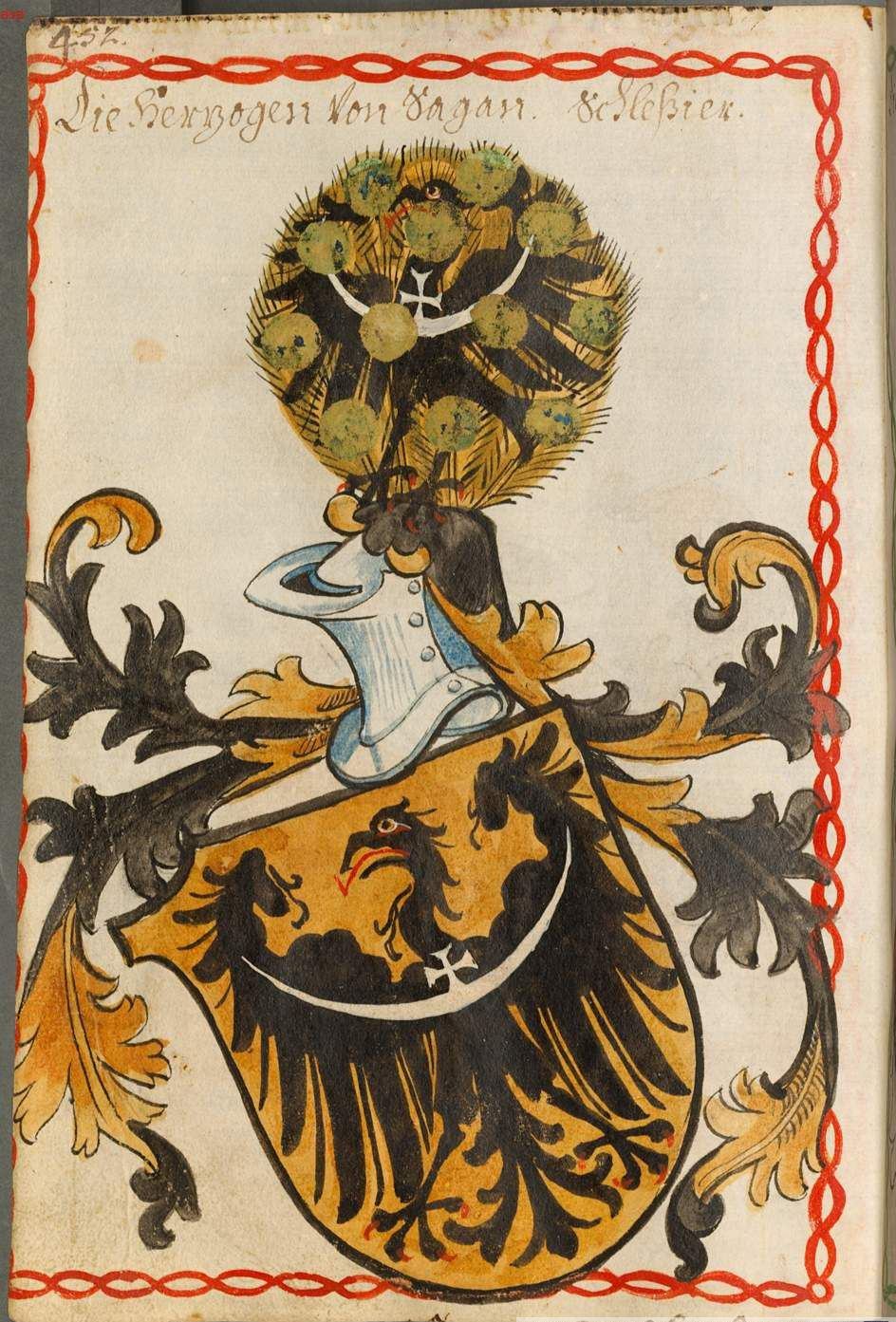
Wappen Schlesiens (Abbildung aus dem 15. Jahrhundert)

Schlesien (schlesisch Schläsing, schlonsakisch Ślůnsk bzw. Ślōnsk, obersorbisch Šleska, polnisch Śląsk, tschechisch Slezsko, lateinisch Silesia) ist eine Region in Mitteleuropa beiderseits des Ober- und Mittellaufs der Oder und erstreckt sich im Süden entlang der Sudeten und Beskiden. Schlesien liegt nach Gebietsveränderungen in den Jahren 1921 und 1945 heute zum größten Teil in Polen. Ein kleiner Teil im Westen der früheren preußischen Provinz Niederschlesien gehört zu Deutschland, das Hultschiner Ländchen im südlichen Teil von Oberschlesien sowie der größte Teil des früheren Österreichisch-Schlesien zu Tschechien.

## Allgemeines
Spätestens ab etwa 100 n. Chr. war Schlesien von den vandalischen Silingen beziehungsweise germanischen Lugiern besiedelt. Ab etwa 550–600 n. Chr. wanderten die westslawischen Slensanen und Opolanen ein. Die seit Ende des 10. Jahrhunderts andauernden kriegerischen Auseinandersetzungen zwischen dem Herzogtum Böhmen und dem Königreich Polen um die Vormachtstellung in Schlesien endeten erst 1137 mit dem Pfingstfrieden von Glatz, und es wurde ein eindeutiger Grenzverlauf festgelegt. Durch den Tod des polnischen Herzogs Bolesław III. „Schiefmund“ 1138 zerfiel Polen in einzelne Teilgebiete. Das Gebiet von Schlesien fiel an den ältesten Sohn Władysław. Er begründete das Herzogtum Schlesien und war Stammvater der Schlesischen Piasten. 1159 starb er im Exil im thüringischen Altenburg. Erst 1163 durften seine drei Söhne zurückkehren und das ihrem Vater entwundene Schlesien in Besitz nehmen. Im Zuge der Auflösung des für das Königreich Polen geltenden Senioratsprinzips erlangte das Herzogtum Schlesien, neben anderen polnischen Herzogtümern, de facto die politische Selbständigkeit.
Unter Herzog Heinrich I. „dem Bärtigen“, der 1201 seinem Vater Bolesław I. als Herzog von Schlesien nachfolgte, wurde die Besiedlung Schlesiens mit Deutschen und Holländern gefördert. Ebenso unter seinem gleichnamigen Sohn Heinrich II., der 1226 von seinem Vater zum Mitregenten berufen wurde. Er fiel 1241 beim Mongoleneinfall in der Schlacht bei Liegnitz. Unter seinen Nachkommen wurde das Herzogtum Schlesien ab 1249 durch Teilungen in zahlreiche Teilherzogtümer zersplittert, deren Herzöge sich nachfolgend politisch dem Königreich Böhmen zuwandten. Zwischen 1289 und 1292 unterstellten fast alle oberschlesischen Herzöge ihre Teilherzogtümer als Lehen Herzog Wenzel II., 1327 folgte das Herzogtum Oppeln und bis 1329 die meisten niederschlesischen Teilherzogtümer. 1331 huldigten auch die Herzöge von Glogau und 1336 von Münsterberg dem böhmischen König Johann von Luxemburg. 1342 folgte das geistliche Fürstentum Neisse diesem Beispiel. Bereits 1335 wurden die bis dahin erreichten Verhältnisse mit dem Vertrag von Trentschin anerkannt. König Karl IV. unterstellte Schlesien 1348 dem Königreich Böhmen und damit dem Heiligen Römischen Reich. Da es dem Reich nur mittelbar unterstellt war, besaßen die Herzöge von Schlesien und der Neisser Fürstbischof nicht die Reichsstandschaft und damit weder Sitz noch Stimme im Reichstag. Sie waren nur Böhmen untertan.
Erst nach dem Tod des kinderlosen Herzogs Bolko II., dessen Nichte Anna von Schweidnitz mit dem römisch-deutschen und böhmischen König Karl IV. verheiratet war, fiel das Herzogtum Schweidnitz 1368 erbrechtlich an Böhmen. Mit dem Tod des Herzogs Georg Wilhelm I. fielen 1675 die Herzogtümer Liegnitz, Brieg, Wohlau und Ohlau als letzte der schlesischen Herzogtümer durch Heimfall an Böhmen.
Nach dem Ersten Schlesischen Krieg 1742 fiel Schlesien mit seinem größten Teil an Preußen, während der südliche Teil bei Böhmen verblieb und als Österreichisch-Schlesien bezeichnet wurde. Seit 1815 bildete der preußische Teil die Provinz Schlesien. Sie war von 1919 bis 1938 und von 1941 bis 1945 aufgeteilt in die Teilprovinzen Niederschlesien und Oberschlesien.
1920 wurde ein Teil des Teschener Schlesiens rund um die Olsa und 1922 auch Ostoberschlesien als Autonome Woiwodschaft Schlesien Polen angegliedert. Während des Zweiten Weltkrieges war die preußische Teilprovinz Oberschlesien zwischen 1939 und 1944 um die bisherige Autonome Woiwodschaft Schlesien und weitere Gebiete, u. a. Auschwitz und das ehemalige Neuschlesien, vergrößert.
Der größte Teil der preußischen Provinz Schlesien in den Grenzen von 1937 wurde gemäß den Beschlüssen der Potsdamer Konferenz 1945 („Westverschiebung Polens“) unter vorläufige polnische Verwaltungshoheit gestellt, de facto aber administrativ direkt der Volksrepublik Polen eingegliedert. Für einen Großteil der deutschen Bevölkerung waren Flucht und Vertreibung aus Schlesien die Folge, während das Gebiet mit Polen besiedelt wurde, von denen viele ihrerseits von der Zwangsumsiedlung aus den ehemaligen polnischen Ostgebieten betroffen waren.
Der Großteil des historischen Schlesiens gehört seit 1989 völkerrechtlich zur Republik Polen, kleinere Teile zählen zu Deutschland und zu Tschechien (vormals Tschechoslowakei). Die DDR erkannte die Grenze zu Polen bereits 1950 mit dem Görlitzer Abkommen diplomatisch an, die Bundesrepublik Deutschland die westliche Staatsgrenze Polens zunächst durch den Warschauer Vertrag (ratifiziert 1972) und endgültig mit dem deutsch-polnischen Grenzvertrag von 1990.
Der Hauptteil des zu Polen gehörenden schlesischen Anteils ist seit 1999 in drei Woiwodschaften geteilt: Woiwodschaft Niederschlesien, Woiwodschaft Oppeln und Woiwodschaft Schlesien. Einige kleinere Gebiete wurden auf benachbarte Woiwodschaften aufgeteilt.
Der Teil der Oberlausitz, den das Königreich Sachsen 1815 an das Königreich Preußen abtreten musste und der von 1816 bzw. 1825 bis 1945 zu den Provinzen Schlesien bzw. Niederschlesien gehörte, kam – westseits der Lausitzer Neiße – 1945 wieder zum Land Sachsen. Heute liegt er im Norden der sächsischen Landkreise Görlitz und Bautzen sowie im Süden des brandenburgischen Landkreises Oberspreewald-Lausitz.
Das tschechische Schlesien wurde 2000 auf die Region Mährisch-Schlesien und die Region Olmütz aufgeteilt.

## Lage und Geographie

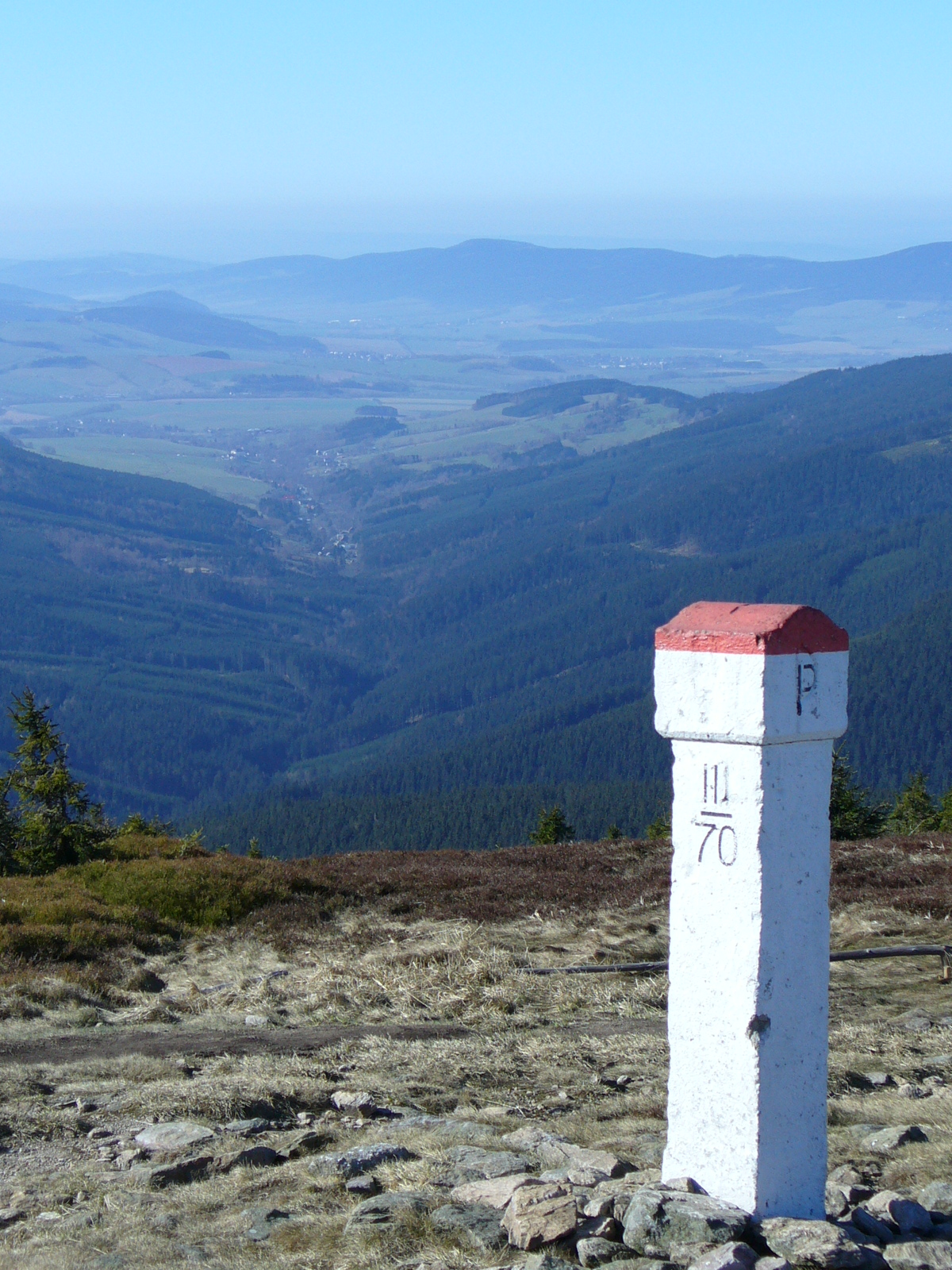
Die Sudeten im Süden Schlesiens

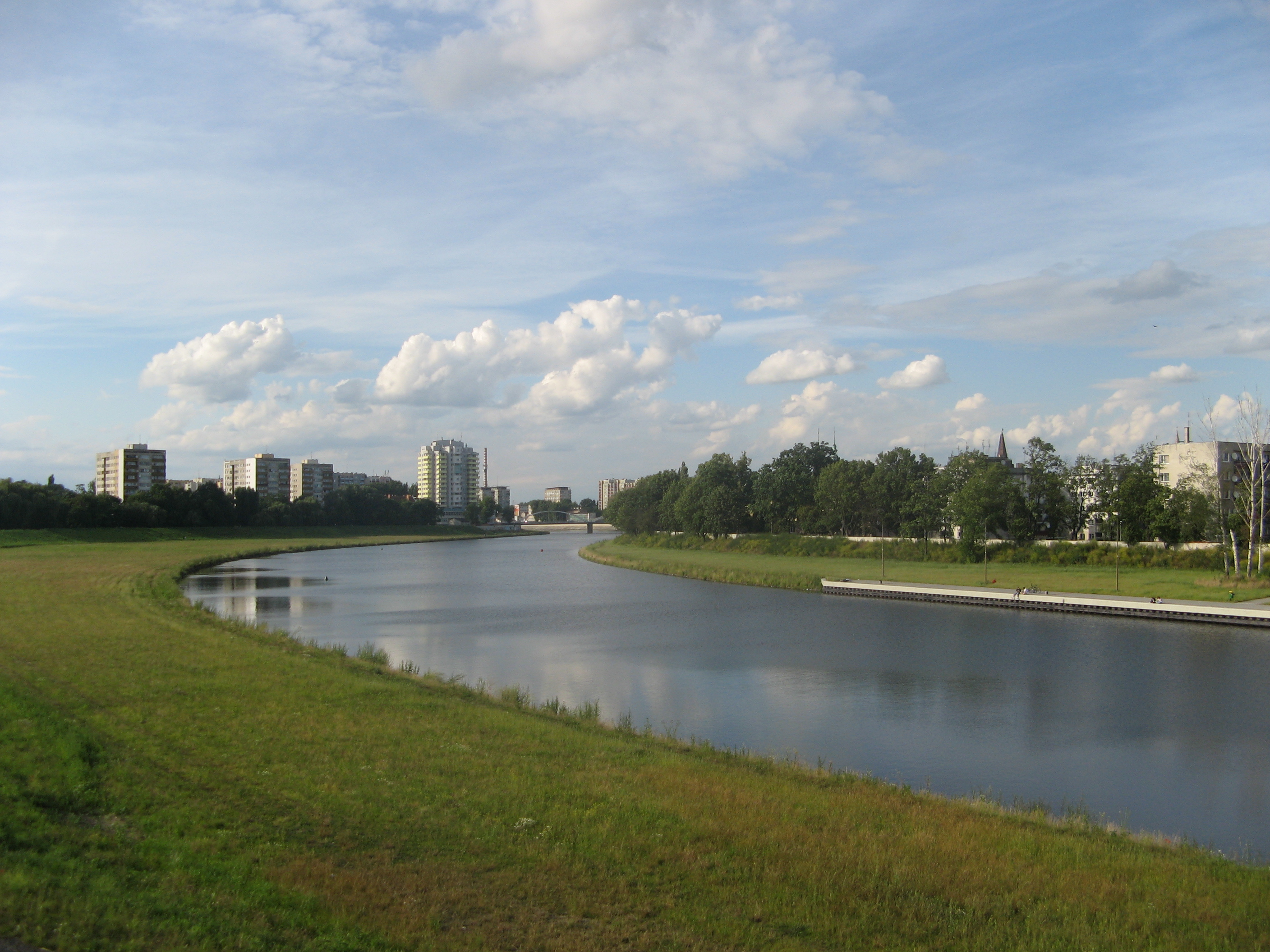
Die Oder bildet das Rückgrat Schlesiens.

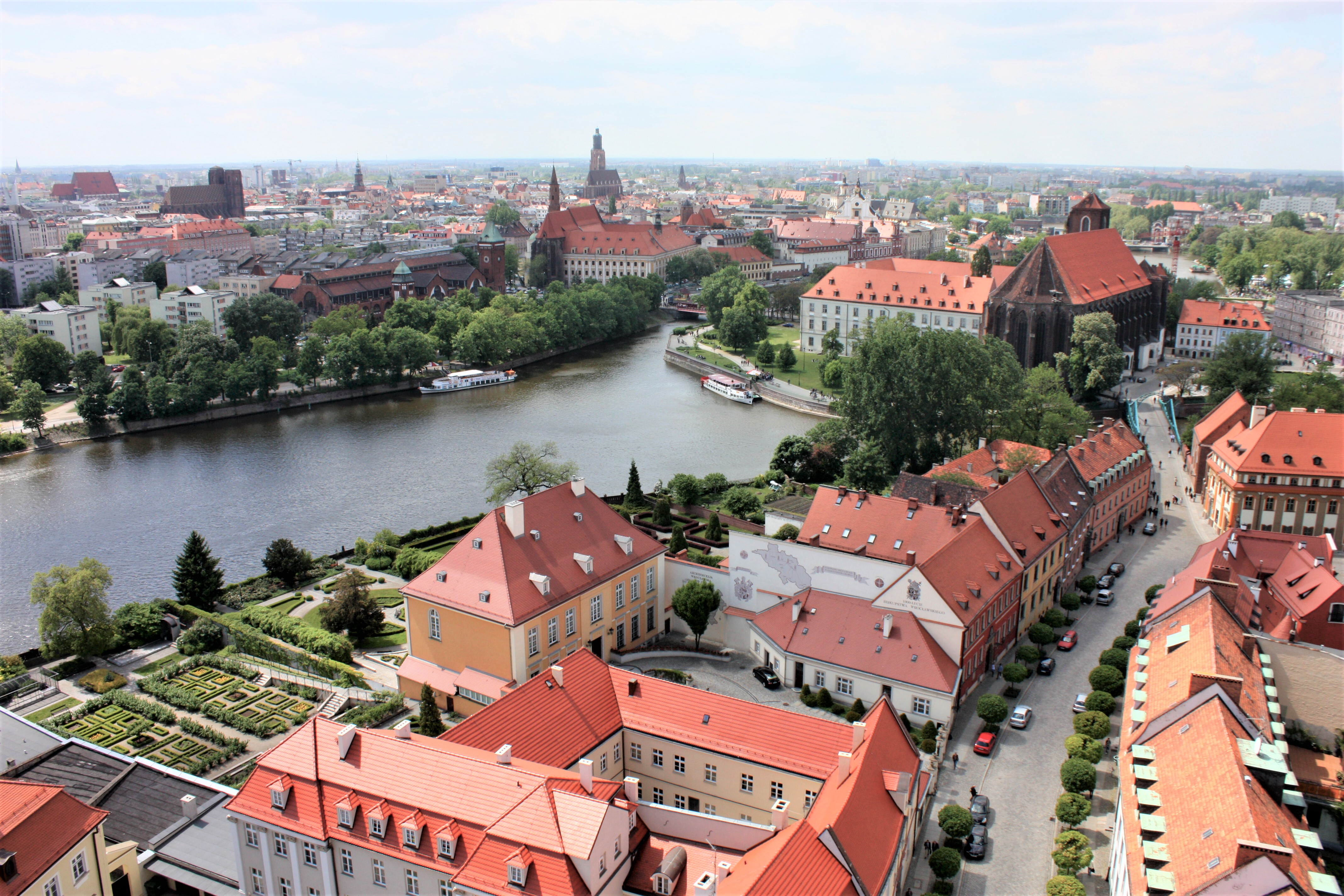
Auch Schlesiens Hauptstadt Breslau liegt an den Ufern der Oder.

Schlesien liegt im östlichen Teil Mitteleuropas am Ober- und Mittellauf der Oder, die hier die ausgedehnte Schlesische Tiefebene durchströmt. Im Süden grenzt Schlesien an Böhmen und Mähren, im Westen an die Oberlausitz, im Nordwesten an die Niederlausitz und an das Land Lebus, im Norden an Großpolen und im Osten an Kleinpolen.
Die Region stellt insofern einen Raum mit natürlichen Grenzen dar, als sie das Einzugsgebiet der Ober- und Mitteloder nahezu vollständig umfasst. Lediglich das in Mähren liegende Quellgebiet des Stroms und das zum Teil in Großpolen liegende Zuflussgebiet der Bartsch (Barycz), eines rechten Nebenflusses der Oder, befinden sich außerhalb der Grenzen Schlesiens. Weitere wichtige Nebenflüsse der Oder in Schlesien sind die Olsa (Olza), die Glatzer Neiße (Nysa Kłodzka), die Lohe (Ślęza), die Schweidnitzer Weistritz (Bystrzyca), die Weide (Widawa) sowie der Bober (Bóbr) und der Queis (Kwisa). Die Bober-Queis-Linie bildet zugleich die Abgrenzung Schlesiens gegen die sich westlich anschließende Lausitz. Darüber hinaus liegt in den Schlesischen Beskiden im Südosten Schlesiens das Quellgebiet der Weichsel (Wisła).
Den Norden Schlesiens und den Süden Großpolens durchzieht der Trebnitzer Landrücken, eine altglaziale Endmoräne mit Höhen bis zu 270 m n.p.m., deren Mittelabschnitt Katzengebirge genannt wird. An den Beskiden, einem Teilgebirge der Karpaten an der Grenze zu Kleinpolen, hat Schlesien nur geringen Anteil, während das Hauptgebirge Schlesiens die Sudeten sind, ein Mittelgebirge mit einigen subalpinen Bereichen an der südlichen Grenze zu Mähren und Böhmen. Im Riesengebirge liegt die Schneekoppe, die mit 1602 m n.p.m. höchste Erhebung Schlesiens. Isergebirge, Waldenburger Bergland, Eulengebirge, Heuscheuergebirge und Glatzer Schneegebirge sind weitere Teilgebirge der Sudeten in Schlesien.
Die Großstadt Breslau ist als bedeutendste schlesische Stadt traditionelle Metropole der Region.

## Schlesiens Bevölkerung und seine Grenzen im Verlauf der Geschichte

Schlesien im Deutschen Reich

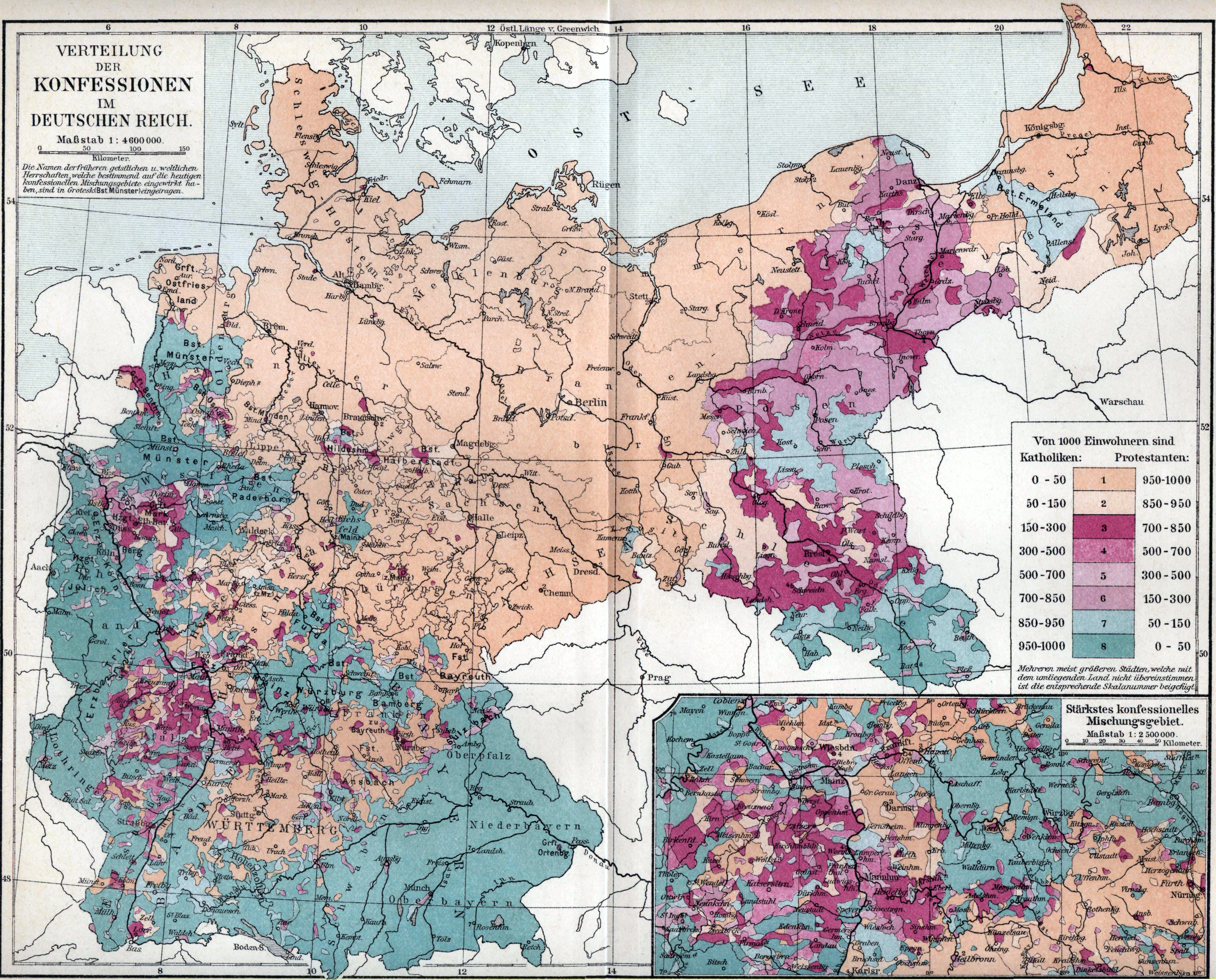
Konfessionskarte (evangelisch/katholisch; ca. 1890)

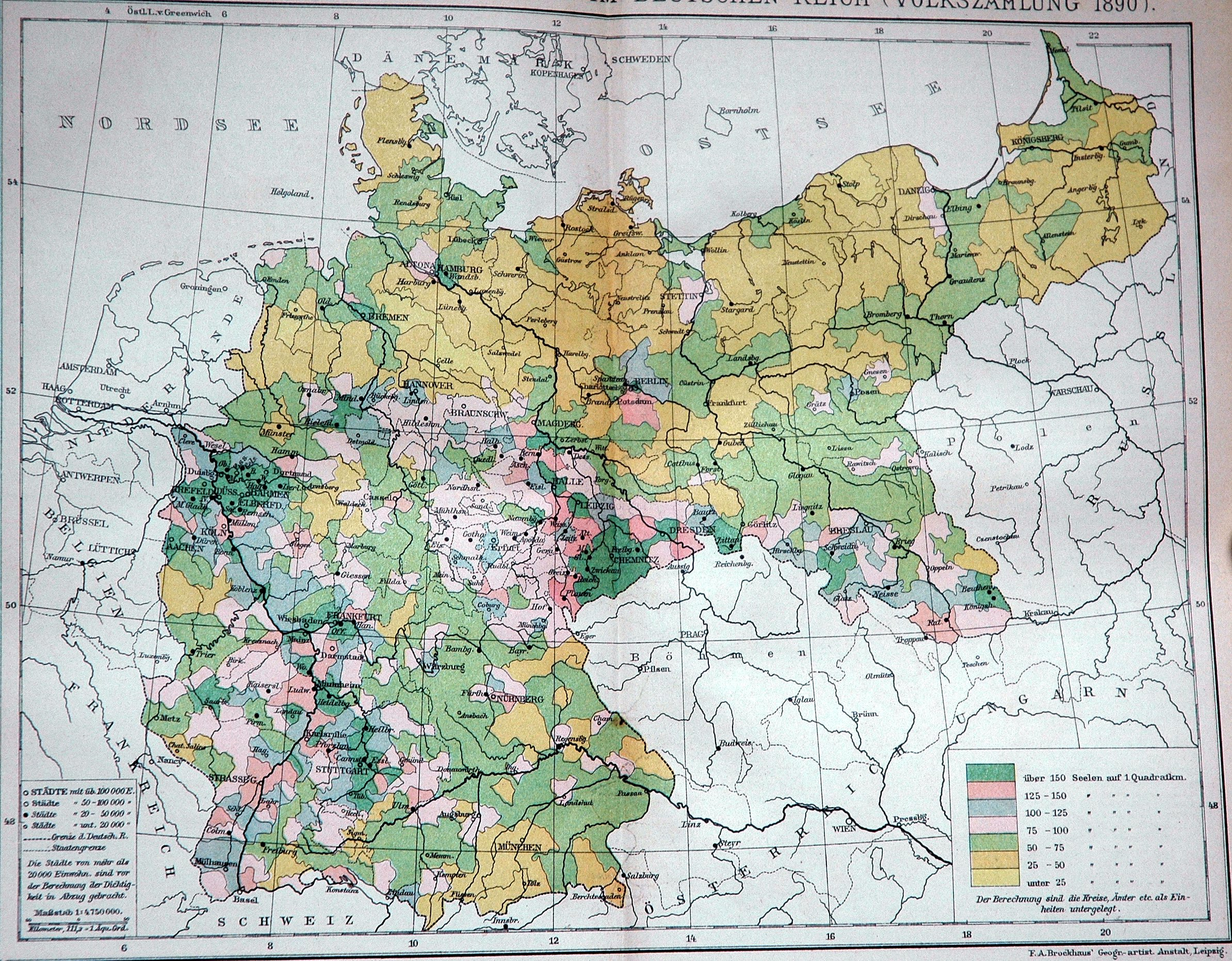
Bevölkerungsdichte Schlesiens (ca. 1910)

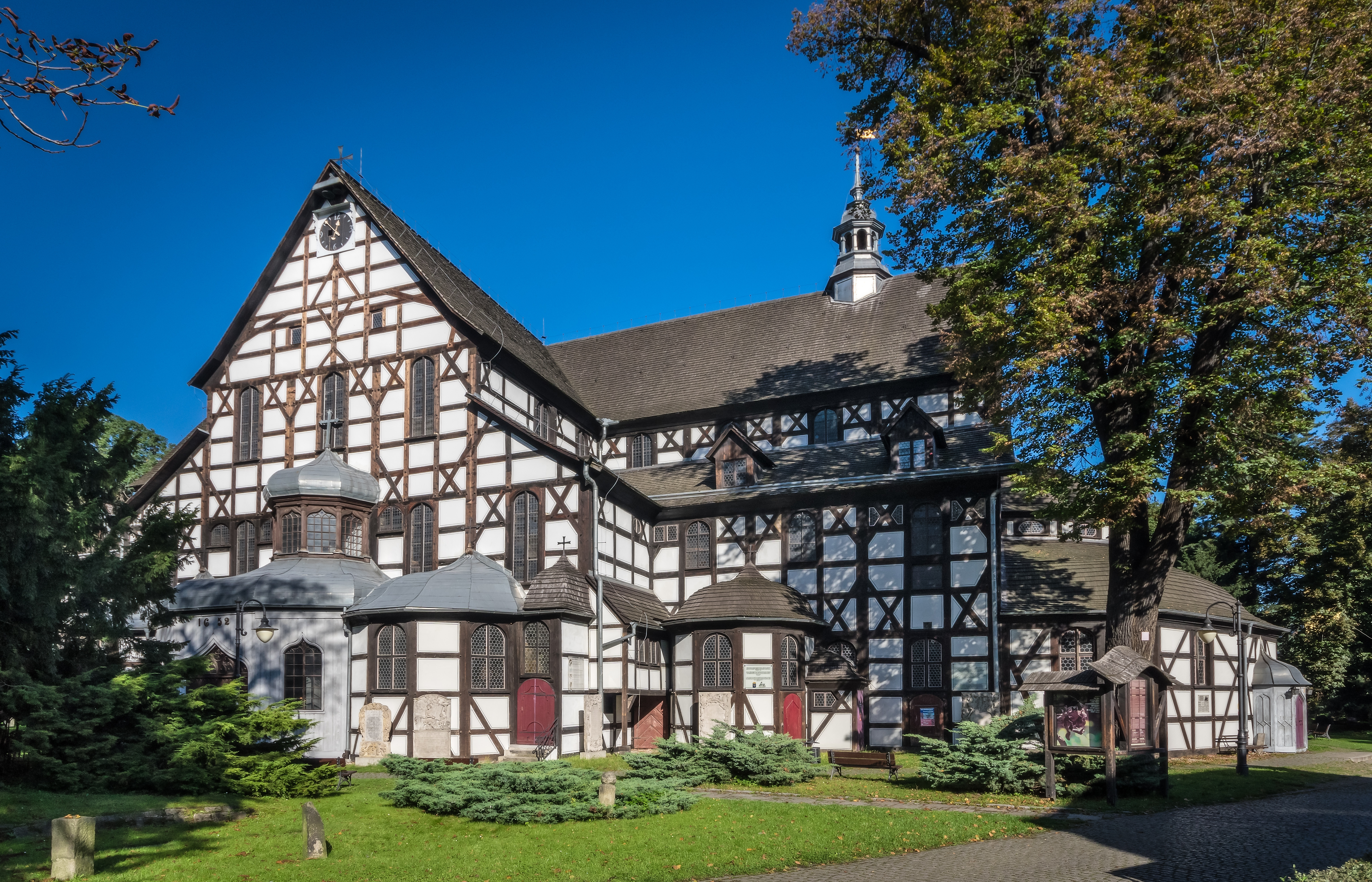
Die Friedenskirche Schweidnitz

In der Bronzezeit gehörte Schlesien zur Lausitzer Kultur. In den letzten Jahrhunderten vor der Zeitenwende fand eine germanische Besiedlung statt, mit der Völkerwanderung um 550–600 n. Chr. eine Besiedlung durch westslawische Stämme.
Die germanische Besiedlung Schlesiens erfolgte dabei durch das aus dem Norden einwandernde Volk der Vandalen. Deren Hauptstämme waren die Hasdinger, Lygier (Lugier) und Silinger (manchmal auch Selinger), wobei diese Schlesien (alt-deutsch Slesie(n)) den Namen gaben. Archäologische Funde bezeugen, dass in vorgermanischer Zeit auch Kelten in dieser Gegend beheimatet waren. Es existieren keltische und germanische Fundstücke; aber spätere Fundorte belegen auch, dass Kulturstile beider Völker miteinander verschmolzen. Die Vandalen zogen im Zuge der Völkerwanderung zum Großteil in Richtung Süden ab, wobei viele Sippen in Schlesien verblieben. Die nachrückenden Slawen lebten zunächst nebeneinander zu den verbliebenen Vandalen. Auch hier bezeugen archäologische Fundstellen, dass beide Völker miteinander verschmolzen sind. Orte größerer kriegerischer Auseinandersetzungen sind nicht bekannt.
Die Zugehörigkeit zu verschiedenen Herrschaften wechselte. Schlesien gehörte zunächst zum Großmährischen Reich, wurde dann von dem vom deutschen Kaiser eingesetzten Herzog Boleslav II. (Böhmen) regiert. Als dieser jedoch Meißen besetzt hielt, zogen thüringisch-sächsische Truppen des Kaisers Otto III. zusammen mit Mieszko, dem ersten Herzog der Polanen, der mit Oda von Haldensleben verheiratet war, im Jahr 986 (987, 989, 990) gegen Böhmen. Daraufhin wurde Mieszko I., der ebenfalls Lehnsmann des Kaisers war, für seine Hilfe als Herzog Schlesiens eingesetzt. Das Land war recht dünn besiedelt, und nachdem vier Fünftel der Bevölkerung durch den Mongolensturm umgekommen waren, bemühten sich die Schlesischen Piasten im 13. Jahrhundert sehr um deutsche Kolonisten, sodass bis zur Vertreibung der Deutschen 1945–1947 in Niederschlesien der größte Teil und in Oberschlesien ein nicht geringer Teil der Gebiete eine deutsche Bevölkerungsmehrheit hatte. Mit dem Anschluss an die Krone Böhmen 1348 wurde Schlesien Teil des Heiligen Römischen Reiches. Kulturell waren die Verbindungen nach Westen ausgeprägter, als es der politischen Bindung an Böhmen bzw. Österreich entsprochen hätte. In Niederschlesien schlossen sich große Teile der Bevölkerung der Reformation an. In Oberschlesien, wo Deutsche wie slawische Schlesier mehrheitlich katholisch blieben, war die Grenze zwischen den Völkern fließend. Von 1740/45 (Schlesische Kriege Friedrichs II.) bis 1918 gehörte der größte Teil Schlesiens zum Königreich Preußen, danach zum Freistaat Preußen und damit von 1871 bis 1945 zum Deutschen Reich. In der Zeit des Kaiserreichs waren in Schlesien die deutsche und die polnische bzw. die schlesische Sprache verbreitet, in Niederschlesien wurde in der Regel deutsch gesprochen, in Oberschlesien war die Bevölkerung zweisprachig (Deutsch und Schlesisch).
Seit 1945 gehört Schlesien größtenteils faktisch zu Polen; seit dem 1992 in Kraft getretenen deutsch-polnischen Grenzvertrag als eines der ehemaligen deutschen Ostgebiete auch völkerrechtlich. Das polnische Schlesien gliedert sich heute in die Woiwodschaft Niederschlesien mit der Hauptstadt Breslau, Woiwodschaft Oppeln mit der Hauptstadt Oppeln und Woiwodschaft Schlesien mit der Hauptstadt Kattowitz. Randbereiche Schlesiens gehören zu kleinen Teilen auch zur Wojewodschaft Lebus im Nordwesten, zur Wojewodschaft Großpolen im Norden und zur Wojewodschaft Kleinpolen im Osten. Allerdings umfasst die Woiwodschaft Niederschlesien auch den polnischen Teil der Oberlausitz, während Teile Kleinpolens um Tschenstochau im Nordosten der Woiwodschaft Schlesien liegen.
Die historische Grafschaft Glatz an der Grenze zu Böhmen gelangte erst mit dem Hubertusburger Frieden 1763 an Schlesien und ist mit ihrer Hauptstadt Glatz heute ein Teil der Woiwodschaft Niederschlesien.
Ein kleiner Teil des südlichen Schlesiens, die Region Tschechisch-Schlesien (früher Österreichisch-Schlesien), gehört zu Tschechien.
Ein Teil der ehemaligen preußischen Provinz Schlesien liegt heute im Freistaat Sachsen, dieses Gebiet gehört jedoch historisch weitestgehend zu der erst 1815 schlesisch gewordenen Oberlausitz. Bei Deutschland verbliebene Orte, die schon zuvor zu Schlesien gehörten, sind zum einen Kromlau, Jämlitz, Bloischdorf und Tschernitz, sie gehörten über Jahrhunderte hinweg zum Herzogtum Sagan und waren schlesische Exklaven in der Lausitz, bis sie nach 1815 bei einer Grenzbereinigung in die Provinz Brandenburg umgegliedert wurden. Noch länger, nämlich ununterbrochen bis 1945, gehörte Pechern – in einem über die Neiße reichenden Zipfel des Herzogtums Sagan – zu Schlesien.
Bis zur Flucht und Vertreibung infolge des Zweiten Weltkrieges wurde in Schlesien von der ansässigen deutschen Bevölkerung deutsches Schlesisch gesprochen, ein mitteldeutscher Dialekt. In Oberschlesien und insbesondere dem Oppelner Land wird neben Polnisch heute noch Deutsch und das so genannte slawische Schlesisch (Schlonsakisch) gesprochen, ein polnischer Dialekt bzw. eine westslawische Sprache, die von den Schlesiern auch als „ślónska godka“ (schlesische Sprache) genannt wird und stark mit der Teschener Mundart verwandt ist, mit zahlreichen Einflüssen aus dem Deutschen und dem Tschechischen, die für polnische Muttersprachler meistens unverständlich ist.

## Geschichte

### Frühzeit

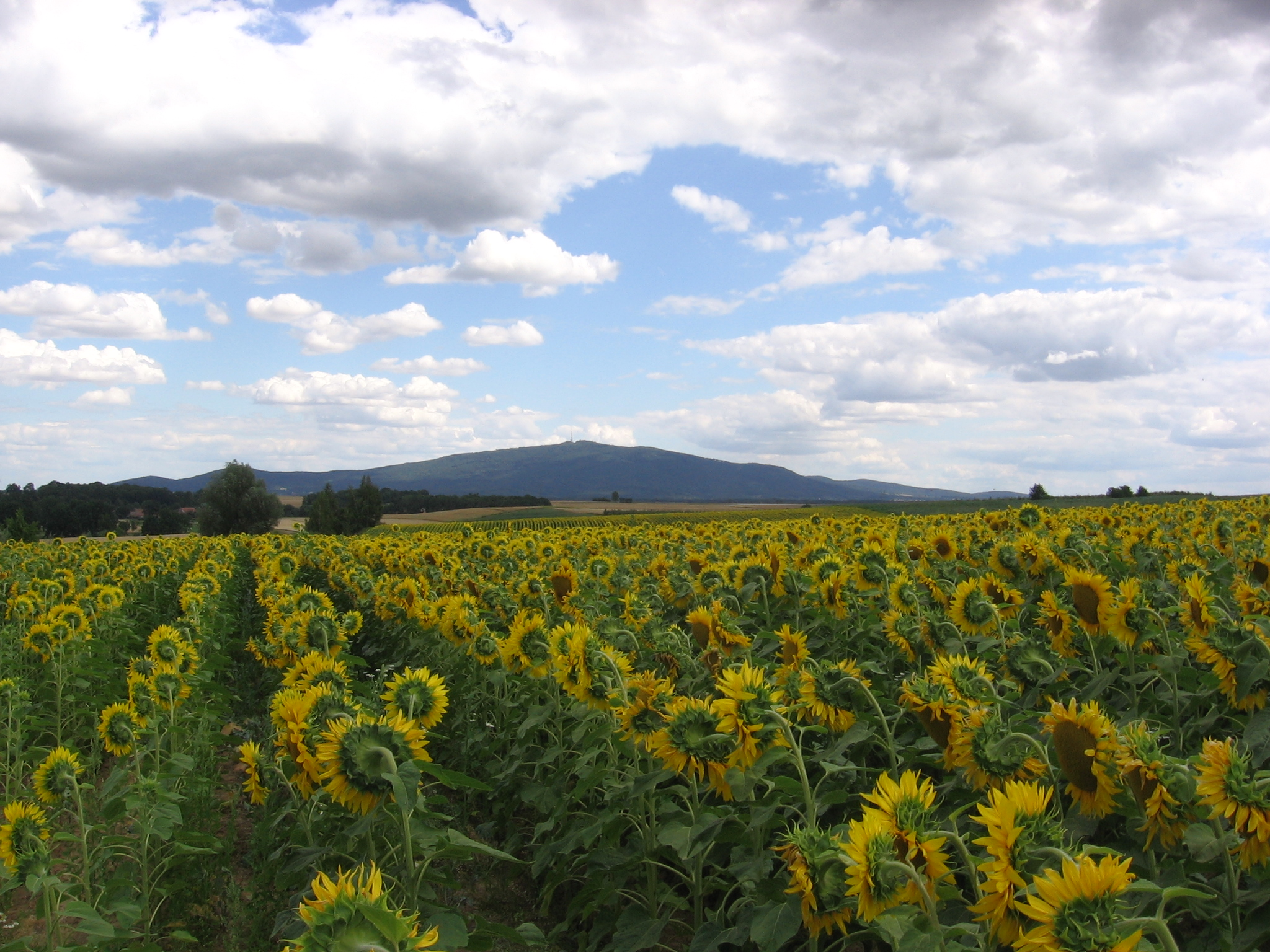
Der aus der Tiefebene aufragende Zobtenberg (Ślęża) spielte in der Frühgeschichte Schlesiens eine wichtige Rolle.

In der zweiten Hälfte des 2. Jahrtausends v. Chr. (späte Bronzezeit) gehörte Schlesien zur Lausitzer Kultur. Deren Träger werden von einigen tschechischen und polnischen – weniger dagegen von deutschen – Wissenschaftlern als Vorfahren der Slawen angesehen. Diese Wissenschaftler stehen damit quer zur üblichen Annahme, die Slawen seien im 5. und 6. nachchristlichen Jahrhundert aus den Gebieten zwischen Dnepr und Bug nach Westen gewandert. Um die Zeitenwende wurde Schlesien von Silingen, Vandalen, Lugiern und anderen germanischen Völkern besiedelt. Für diesen Zeitabschnitt sind Schriftzeugnisse antiker Autoren fassbar, die das Gebiet in ihre Berichte über den als Germania magna bezeichneten Siedlungsraum zwischen Rhein und Weichsel einbezogen.
Die Meinungen nach der Herkunft des Namens Schlesien (lateinisch Silesia) gehen in zwei Richtungen:
1. Er gehe auf den vandalischen Stamm der Silinger zurück. Nach dem Abzug oder Untergang der Silinger im Zuge der Völkerwanderung im 5. Jahrhundert besiedelten nach 500 westslawische Stämme aus dem Osten Schlesien erneut, von denen die Namen der Golensizen, Opolanen, Slensanen, Dedosizen, Trebowanen und Boboranen überliefert sind.
2. Er gehe auf den Namen des Flusses Ślęza beziehungsweise des Berges Ślęża (genannt auch Sobótka), Ort eines altslawischen Kultes. Der Berg Ślęża (deutsch Zobten) liegt zentral in Schlesien; der Name selbst knüpft auf das Wort „ślęg“, „śląg“, was nasses, mooriges Terrain, Sumpfgebiet bedeutet.

Eine Kombination beider Meinungen wird in der modernen Forschung vertreten: Der Name der Landschaft gehe auf den des Berges zurück, dieser wiederum auf den der Silinger.

### Mährisch-Böhmische Zeit (879–992)
Im Jahr 880 (nach manchen Quellen auch vor 879) wurde ganz Schlesien von Svatopluk I. dem Mährerreich angeschlossen, was unter anderem von Gerard Labuda und Idzi Panic bestritten wurde. Sicherlich stiegen jedoch die mährischen Einflüsse in der zweiten Hälfte des 9. Jahrhunderts und man kann aus der archäologischen Sicht über eine Art von gemeinsamer kultureller Region sprechen, die Böhmen, Mähren, die Slowakei, Kleinpolen, den größeren Teil von Schlesien und das südöstliche Elbeland damals umfasste. Mit dem Zerfall dieses Reiches nach 906 dehnten die Přemysliden ihre Macht auch über Schlesien aus. Dies erfolgte wohl schon zu Zeiten des ersten böhmischen Herzogs Spytihněv I. und wurde durch seinen Nachfolger Vratislav I. fortgeführt. Vratislav erweiterte seinen Herrschaftsbereich über das Land der Golensizen hinaus um die mittelschlesischen Gebiete links der Oder. Zum Schutz der Grenze gründete er die Burg „Vratislavia“ (Breslau, polnisch: Wrocław, tschechisch: Vratislav). Diese entwickelte sich später zum Zentrum Schlesiens als Herzogs- und Bischofssitz, und Nimptsch, der Hauptort des Gaues Slenzane, verlor seine Bedeutung. Fürst Boleslav I., dem die Gründung der Burg Boleslavecz (Bunzlau) zugeschrieben wird, konnte seinen Machtbereich noch deutlich erweitern. Neben dem Land der Boboranen und Opolanen besaß er wahrscheinlich in der Zeit zwischen 950 und 963 auch die Gebiete der Wislanen mit der Stadt Krakau sowie der Dedosizen.

### Schlesien zwischen Böhmen und Polen (von etwa 900 bis 1137)

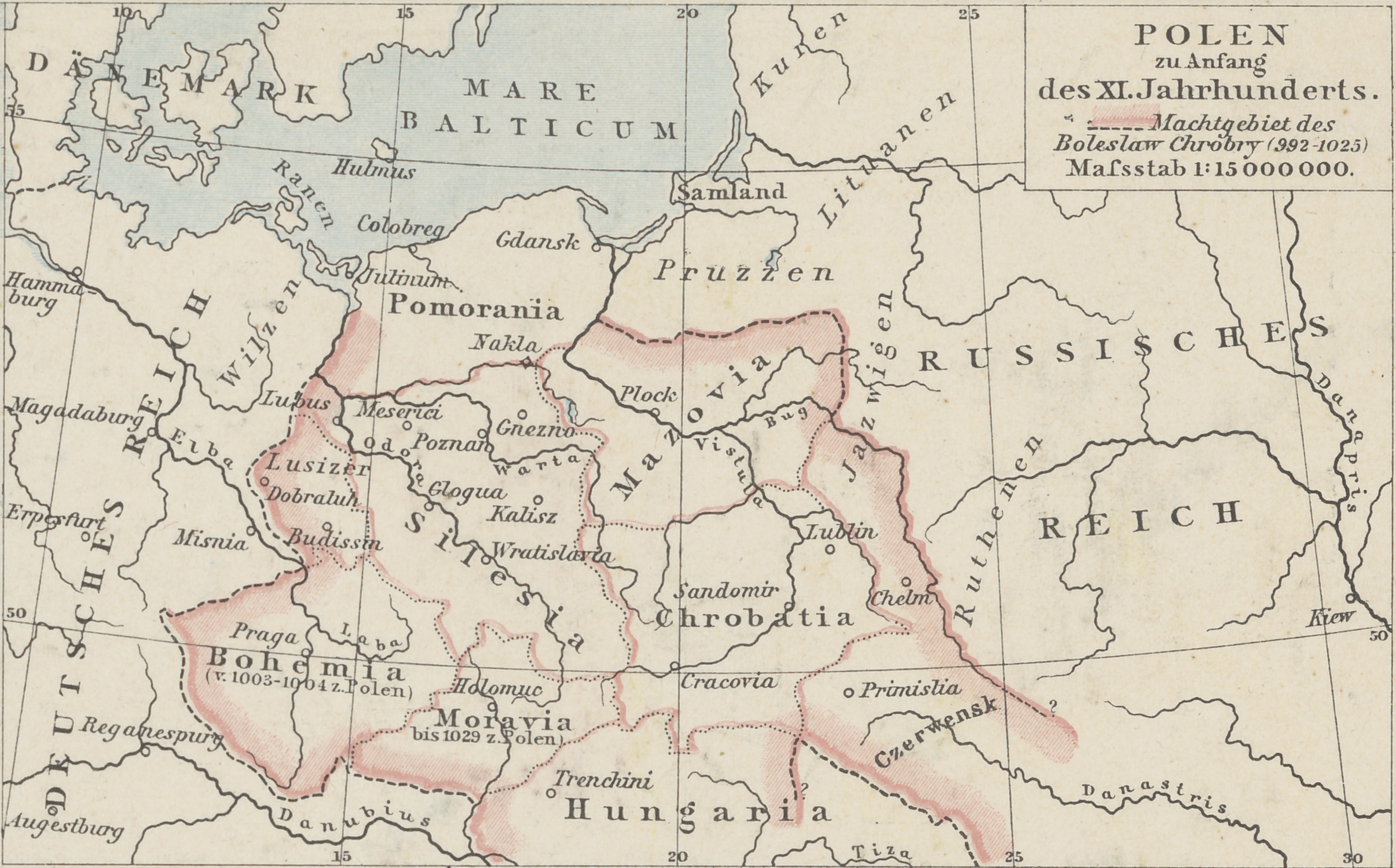
Das Reich Bolesławs I. des Tapferen (um 1025)

Schlesien um das Jahr 1040 zwischen Polen und Böhmen

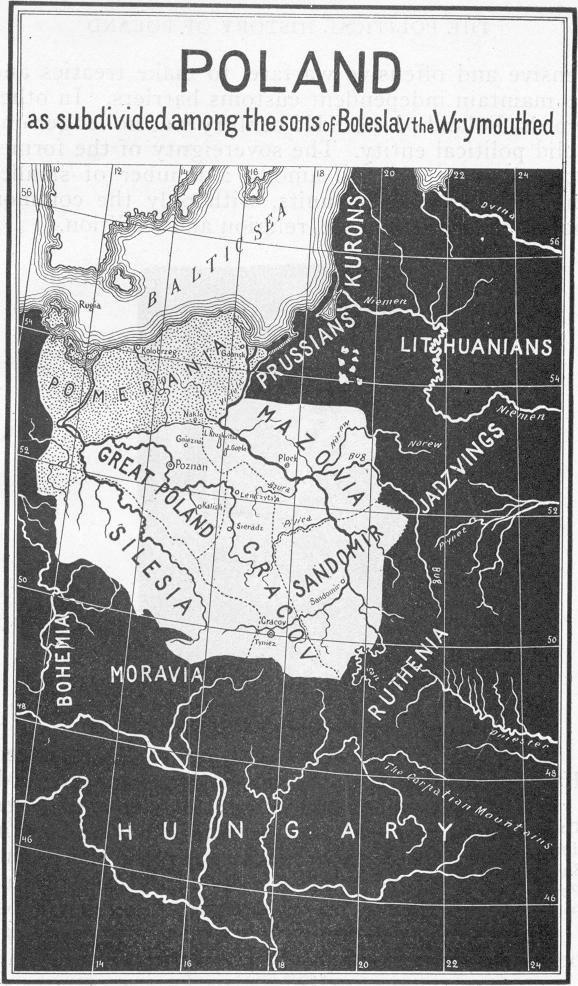
Herzogtum Schlesien in den Gebieten Polens unter Herzog Bolesław III. Schiefmund (um 1138)

Mit der Ernennung zum Herzog durch Kaiser Otto entstand zwischen Warthe, Weichsel und Pilica das erste polnische Piastenherzogtum unter Mieszko I. Mit Unterstützung Kaiser Ottos II., dem eine Machtbeschränkung des Prager Fürsten Boleslav II. willkommen war, begann Mieszko I. eine intensive Südexpansion und eroberte Mittelschlesien mit der strategisch wichtigen Burg Nimptsch (Niemcza), nachdem er bereits nach 970 das Land der Dedosizen an der Mündung des Bober in die Oder besetzt hatte. Auch von Westen her sollte die Macht der Přemysliden in Schlesien beschränkt werden. Dem im Jahr 968 errichteten Bistum Meißen hatte Kaiser Otto I. den Zehnt des Dedosizenlandes überlassen, einer Durchführung dieser Ostausdehnung kam jedoch Mieszko I. zuvor. Im Bunde mit Kaiser Otto III. führte Mieszkos Sohn Bolesław I. der Tapfere die Christianisierung Schlesiens fort und gründete im Jahr 1000 das Bistum Breslau, das als Suffraganbistum bis zum 19. Jahrhundert mit dem polnischen Erzbistum Gnesen verbunden blieb.
Bolesław I. eroberte um 990 oder nach anderen zwischen 1012/13 die Gebiete der heidnischen Opolanen, Golensizen und Wislanen und konnte dadurch ganz Schlesien einschließlich Teilen der Lausitz sowie Kleinpolen in sein Herzogtum territorial vollständig eingliedern. Damit erreichte die erste polnische Herrschaftsphase über Schlesien ihren Höhepunkt.
Als König Bolesław I. der Tapfere im Jahr 1025 starb, setzte ein rapider Zerfall des Königreiches Polen ein. Die Macht in Polen und somit auch in Schlesien ging an lokale Führer über. Als im Jahr 1037 in weiten Teilen Polens ein heidnischer Aufstand gegen die christliche Kirche ausbrach und die Breslauer Bischöfe nach Schmograu (Smogorzów) und auf die Ritschen (Ryczyn) verjagt wurden, nutzte Herzog Břetislav I. von Böhmen 1038 die Gunst der Stunde und eroberte im Böhmisch-Polnischen Krieg Schlesien zurück. 1054 gelangte Schlesien wieder zum Herzogtum Polen, nachdem Kaiser Heinrich III. im Frieden von Quedlinburg Břetislav I. zum Verzicht auf Schlesien hatte bewegen können und Kasimir I. der Erneuerer im Gegenzug zur Zahlung eines Tributs an Böhmen bereit gewesen war. Dieses Übereinkommen wurde zum Anlass mehrerer kleinerer Kriege zwischen Böhmen und Polen, nachdem sich die polnischen Herrscher seit König Bolesław II. dem Kühnen geweigert hatten, die schlesische Pacht zu bezahlen. Erst der 1137 geschlossene und 1138 bestätigte Pfingstfrieden von Glatz legte eine dauerhafte Grenzziehung zwischen Polen, einschließlich Schlesiens sowie Böhmen und Mähren fest. Dabei verblieb das umstrittene Glatzer Land ebenso wie Teile des Golensizenlandes südlich des Flusses Zinna, das Troppauer Land, bei Böhmen bzw. Mähren.
Das Königreich Polen wurde im Rahmen der im Jahr 1138 eingeführten polnischen Senioratsverfassung in mehrere Herzogtümer aufgeteilt, das Seniorat Polen, von denen eines das Herzogtum Schlesien unter Seniorherzog Władysław II. dem Vertriebenen war, der damit die Linie der Schlesischen Piasten begründete. Ab 1138 setzte aber auch ein Bruderkrieg ein, der zur Absetzung Władysławs II. und einer Zersplitterung Polens führte.

### Die Herrschaft der Schlesischen Piasten (1137–1335)

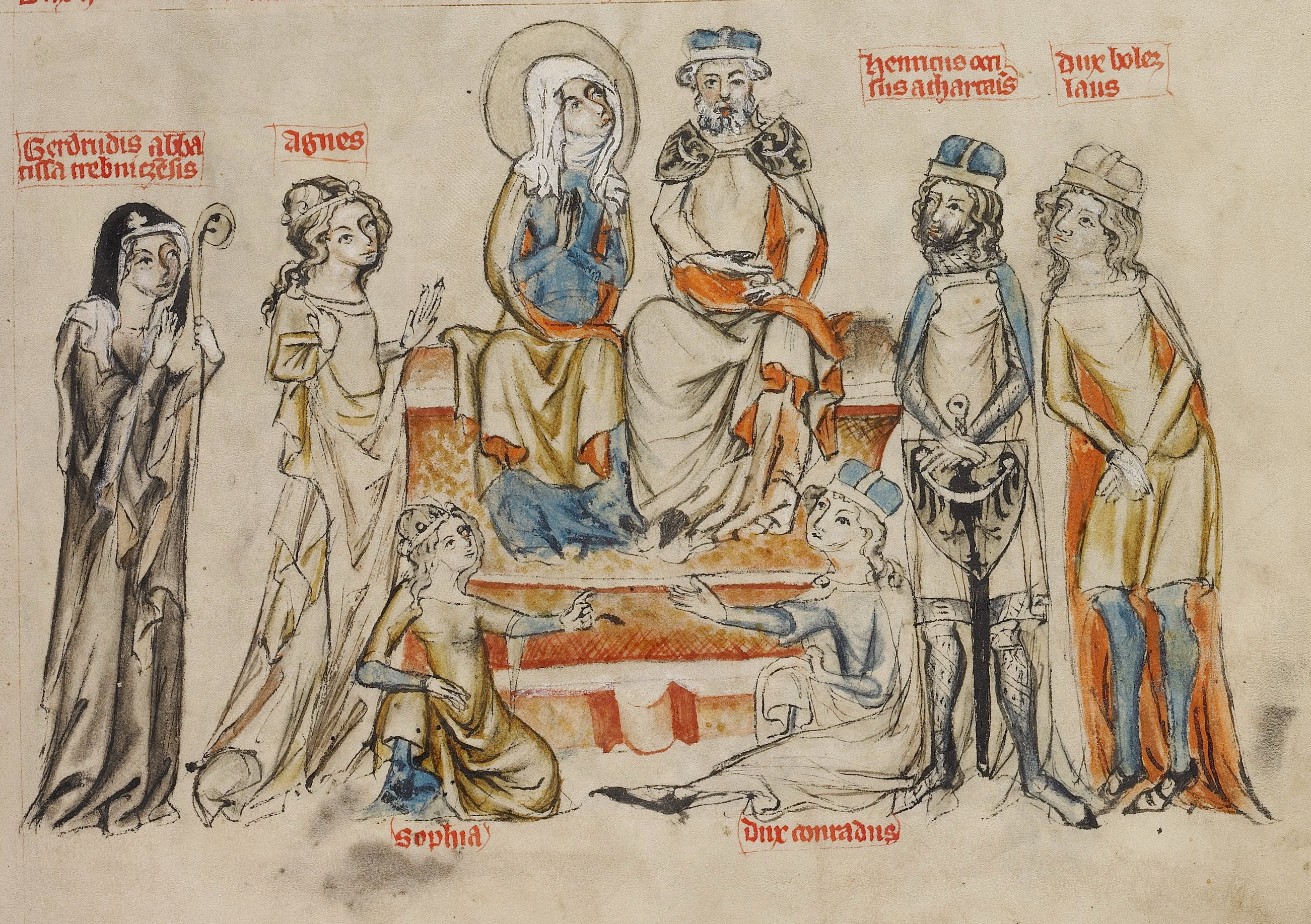
Hedwig von Andechs, Herzogin von Schlesien, und Familie

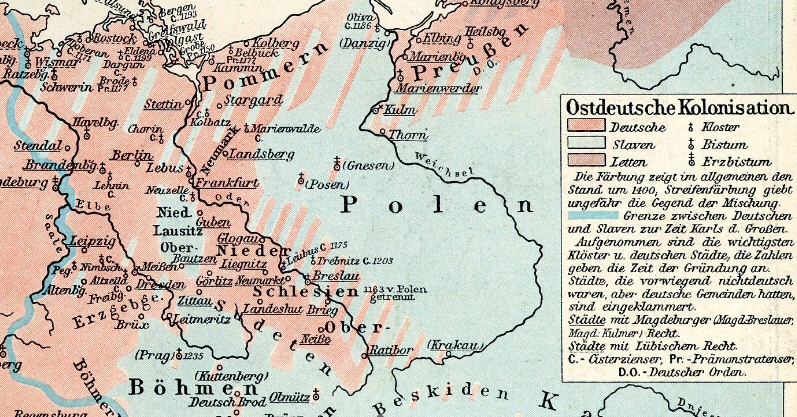
Deutsche Kolonisation der slawischen Gebiete ab etwa 1200 (Kartenausschnitt aus: F. W. Putzgers: Historischer Schul-Atlas. 1905)

Territoriale Entwicklung des Herzogtums Schlesien in der Zeit 1185–1201

Im Streit mit seinen jüngeren Brüdern suchte Herzog Władysław II. von Schlesien 1146 mit seiner Familie Zuflucht im Heiligen Römischen Reich und ersuchte seinen Schwager, den römisch-deutschen König Konrad III. um politische Unterstützung, indem er sich und sein verlorenes Herzogtum der Oberhoheit des Kaisers unterstellte. Sowohl König Konrad als auch sein Nachfolger Kaiser Friedrich I. führten 1146 bzw. 1157 Feldzüge gegen Polen an. Seniorherzog Bolesław IV. „Kraushaar“ von Masowien und Kleinpolen sagte zwar die Rückgabe des Herzogtums Schlesien an Władysław den Vertriebenen zu, zögerte diese aber bis 1163 hinaus. Erst unter Androhung weiterer kriegerischer Handlungen händigte Bolesław IV. Schlesien den drei Söhnen Władysławs II. aus. Der ältere, Bolesław I. der Lange († 1201), erhielt Mittel- und Niederschlesien als Herzogtum Schlesien (ducatus Silesiae) mit dem Zentrum Breslau. Der mittlere, Mieszko IV. „Kreuzbein“ († 1211), bekam die oderaufwärts gelegenen Gebiete Ratibor und Teschen. Konrad I. († um 1180/90) wurde Herzog von Glogau. 1201 wurden die Gebiete Mieszkos um Oppeln erweitert und zum Herzogtum Oppeln (ducatus Opoliensis) zusammengefasst. Dadurch entstand der Oppelner Zweig der Schlesischen Piasten.
Durch die formelle Aufhebung der Senioratsverfassung 1180 in Łęczyca und besonders seit dem Tod des Seniorherzogs Mieszkos III. erreichte der Partikularismus in Polen, mangels einer starken und einigenden Zentralgewalt, seinen Höhepunkt, und das Piastenreich zerfiel zusehends in selbständige feudalistische Fürstentümer, darunter auch die Herzogtümer Schlesien und Oppeln; dennoch fühlten sich die verschiedenen piastischen Zweige weiterhin als ein Teil einer großen Familie in dynastischer Verbundenheit.
Der Einfall mongolischer Heere im Jahre 1241 in Schlesien und die mit ihm verbundene Verwüstung des Landes sowie die daraus resultierende massive Dezimierung der slawischen Bevölkerung auf ein Fünftel schufen die strukturellen Voraussetzungen zur Neubesiedlung des Gebiets mit deutschen Siedlern aus dem Heiligen Römischen Reich. Bereits Herzog Heinrich I. und seine Frau Hedwig von Andechs hatten zu Beginn des 13. Jahrhunderts deutsche Ostsiedler nach Schlesien gerufen, um die wirtschaftliche Leistungskraft des Herzogtums zu heben. Nach dem Mongolensturm erfolgte die von den Schlesischen Piasten initiierte Deutsche Ostkolonisation jedoch auf breiter Basis. Die deutschen Siedler gründeten mehr als 100 neue Städte und über 1200 Dörfer nach deutschem Recht sowie viele Kirchen und Hospitäler. Auch die ursprünglichen slawischen Siedlungen passten sich zum großen Teil rechtlich, sozial und sprachlich den deutschen Siedlungen an. Unter den Zuwanderern waren auch Ritter, die sich im Umkreis der großen Fürstenburgen kleine Turmhügelburgen und Wohntürme errichteten und den einheimischen Adel schwächten, indem sie von den Fürsten abhängig blieben. Die Siedler stammten überwiegend aus dem ostfränkischen Sprachraum, aber auch aus Sachsen, dem östlichen Thüringen und aus Niederösterreich, aus dem Glatzer Land und Oberschlesien sowie aus der Gegend von Fulda in Hessen. Der Dialekt der deutschen Schlesier wurde daher zu einer Mundart, die thüringisch-obersächsische, mittelbairische und hessische Merkmale vereinte. Die Bevölkerung wuchs auf mindestens das Fünffache. Schlesien war jahrhundertelang eine Brücke zwischen West und Ost sowie zwischen Nord und Süd.
Ab 1249 zerfiel das Herzogtum Schlesien und ab 1281 das Herzogtum Oppeln in zeitweilig mehr als ein Dutzend kleine, miteinander im Bruderkrieg liegende piastische schlesische Herzogtümer. Während dieses Machtvakuums versuchten Ende des 13. Jahrhunderts böhmische Könige und später das unter den kujawischen Piasten, den Nachkommen Herzog Kasimirs II. „des Gerechten“, wieder geeinte Königreich Polen die inzwischen faktisch unabhängigen schlesischen Herzogtümer ihrem jeweiligen Supremat zu unterwerfen.

### Schlesien fällt an die Krone Böhmen (1335–1526)

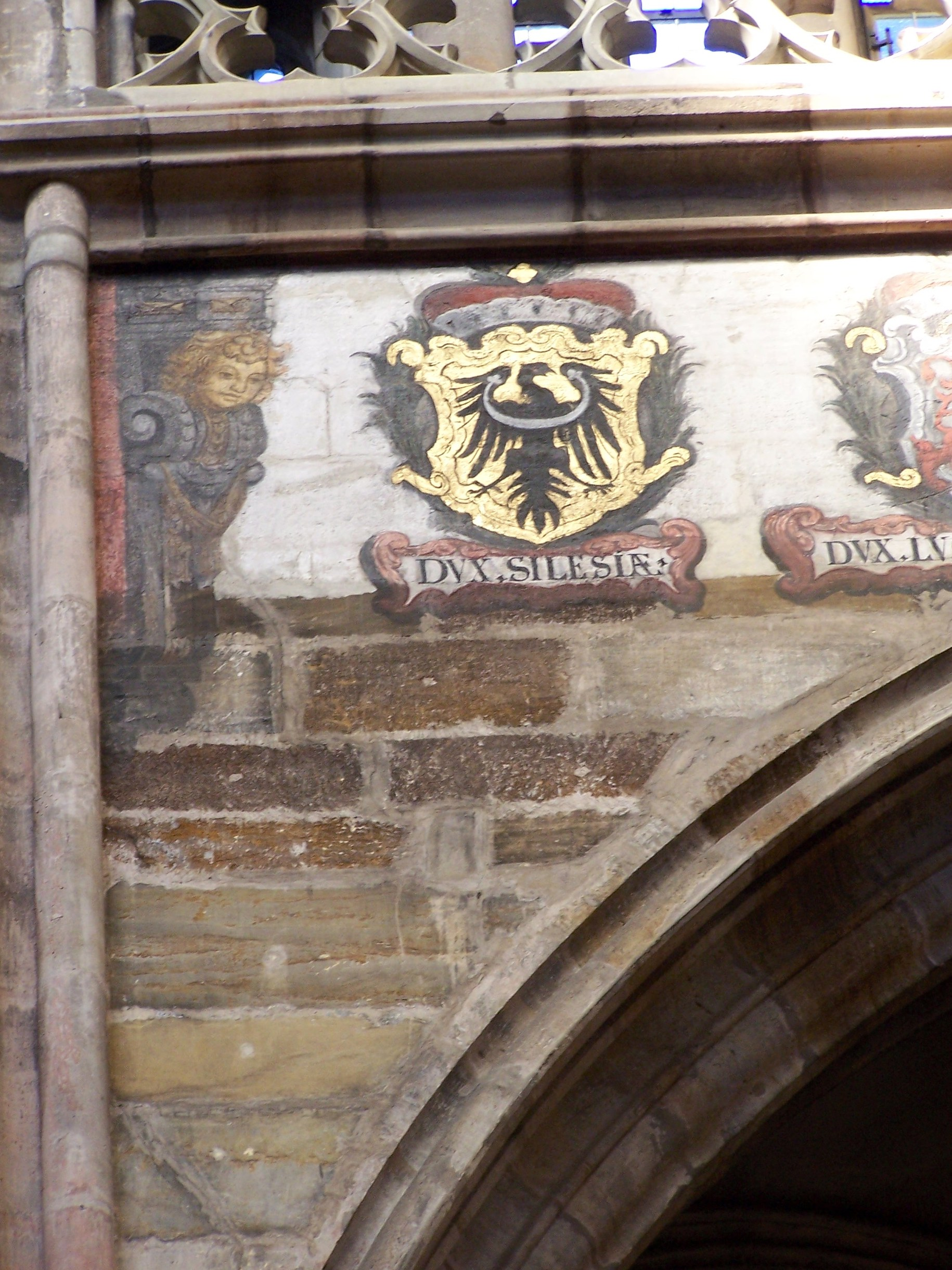
Wappen Schlesiens unter den Wappen der böhmischen Kronländer im Prager Veitsdom

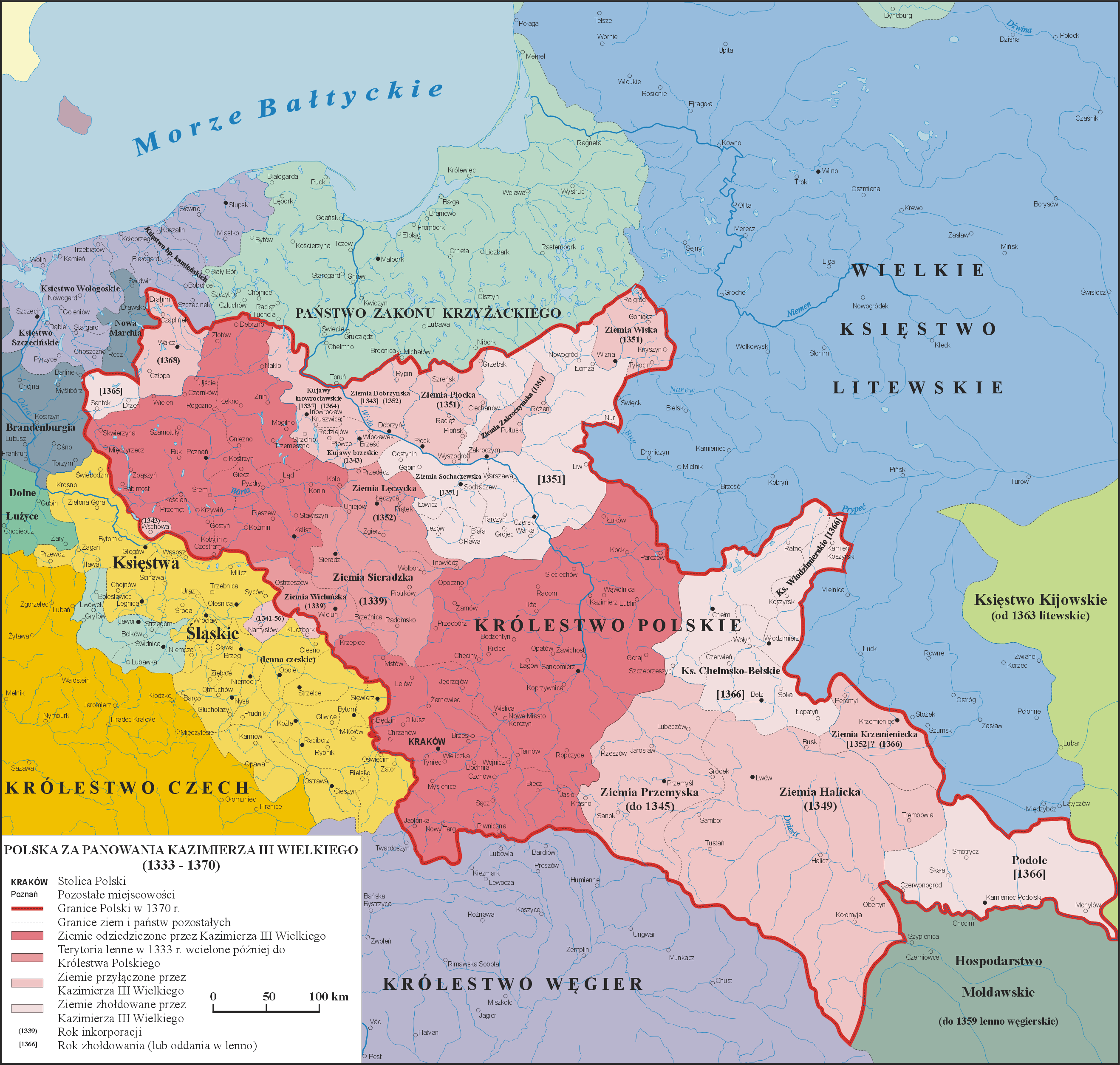
Herzogtum Schlesien (hellgelb) um 1370 (in der Darstellung einer polnischen Landkarte)

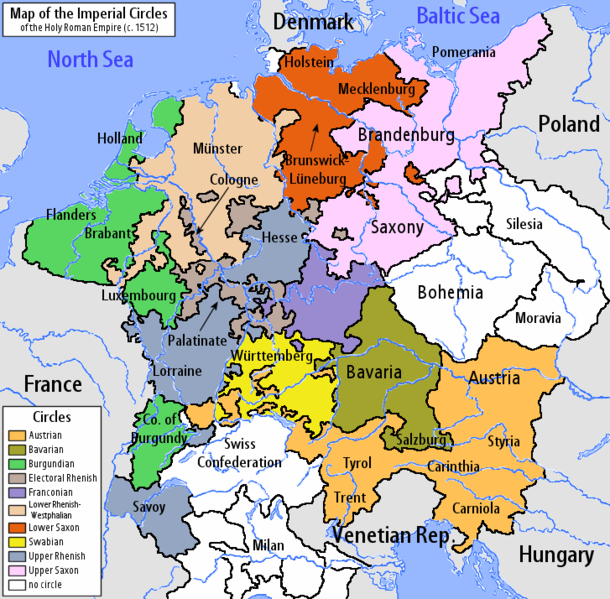
Schlesien um 1512

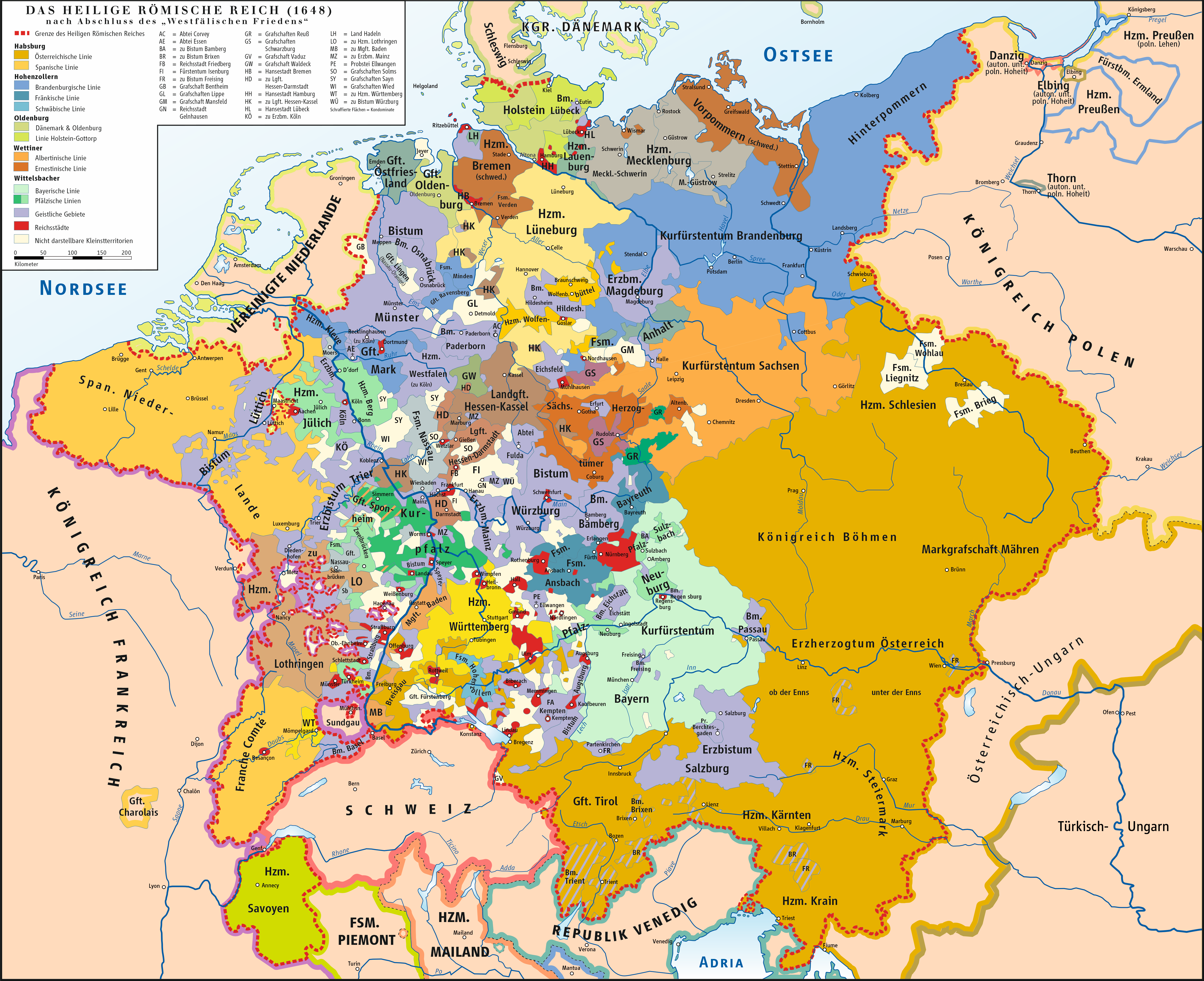
Schlesien im Heiligen Römischen Reich als Teil Habsburgs

Als erster schlesischer Herzog nahm Kasimir II. von Cosel-Beuthen am 9. Januar 1289 freiwillig die böhmische Lehenshoheit an. Nachfolgend wandten sich auch Mesko I. von Teschen und dessen jüngerer Bruder Bolko I. von Oppeln politisch Böhmen zu. Am 17. Januar 1291 huldigten sie in Olmütz dem böhmischen König Wenzel II., mit dem sie gleichzeitig ein Bündnis abschlossen, das einer Lehensvereinbarung gleichkam. Das Bündnis mit Mesko war für König Wenzel von besonderer Bedeutung, da durch sein Gebiet die unmittelbare Wegverbindung nach Krakau führte, dessen Eroberung bei Wenzels Bestrebungen um den polnischen Thron wichtig war. Bolko I. von Oppeln wurde von König Wenzel im selben Jahr zum Statthalter von Krakau ernannt.
Wegen des Aussterbens der direkten Linie der Přemysliden 1306 verzögerte sich die Schlesienpolitik der Krone Böhmen, die 1311 an Johann von Luxemburg gelangt war. Am 6. Januar 1327 übertrug der Breslauer Herzog Heinrich VI. sein Gebiet an Böhmen, im selben Jahr folgten die restlichen oberschlesischen Teilherzogtümer und 1329 die Herzöge von Liegnitz, Brieg, Oels, Sagan und Steinau. 1331 huldigten die Herzöge von Glogau, 1336 Herzog Bolko II. von Münsterberg und 1342 das geistliche Fürstentum Neisse. Erst nach dem Tod des kinderlosen Herzogs Bolko II., dessen Nichte Anna von Schweidnitz mit dem römisch-deutschen und böhmischen König Karl IV. verheiratet war, fiel das Herzogtum Schweidnitz 1368 erbrechtlich an Böhmen.
Im Vertrag von Trentschin (1335, bestätigt 1339) sowie im Vertrag von Namslau 1348 verzichtete der polnische König Kasimir III. der Große auf Ansprüche der königlichen Linie der Piasten auf das alte Herzogtum Schlesien als Gegenleistung für den Verzicht der böhmischen Könige aus dem deutschen Haus Luxemburg auf die polnische Krone, die sie als Erben der Přemysliden Wenzel II. und Wenzel III. beanspruchten. Später bemühte sich Kasimir III., allerdings vergeblich, um eine Annullierung dieses Vertrages beim Papst. Am 7. April 1348 inkorporierte schließlich König Karl IV. die schlesischen Teilherzogtümer, mit Ausnahme des Herzogtums Schweidnitz-Jauer, in die Länder der Böhmischen Krone. Damit wurde Schlesien mittelbar ein Teil des Heiligen Römischen Reichs, das sich ab der Zeit des Spätmittelalters (um 1486) Heiliges Römisches Reich Deutscher Nation nannte. Da den Herzögen und dem Fürstbischof jedoch die Reichsstandschaft nicht verliehen wurde, hatten sie keinen Sitz und Stimme auf den Reichstagen und waren somit nur Böhmen untertan. 1372 bestätigte Kazimirs Nachfolger Ludwig I. in seiner Eigenschaft als König von Polen die Trentschiner Verzichtserklärung in vollem Umfang.
Zwischen 1331 und 1675 fielen (mit Ausnahme des Herzogtums Schweidnitz-Jauer, das 1368 unmittelbar erbrechtlich an Böhmen gelangte) sämtliche schlesischen Teilherzogtümer durch Heimfall an die Krone Böhmen. Als direkter böhmischer Kronbesitz wurden sie als Erbfürstentümer bezeichnet. Die Lehnsabhängigkeit von Böhmen schwächte fortan die Position der schlesischen Piasten in innen- und außenpolitischen Fragen, gleichzeitig stärkte sie die Rolle des zugewanderten niederen Adels, dem sowohl von den Fürsten als auch von der böhmischen Krone zunehmend Grundherrschaften als Lehen übereignet wurden, darunter auch fürstliche Burgen und kleine Städte mit ihren Bezirken.
Das seit 1137 zu Böhmen gehörende Troppauer Land wurde 1318 für Herzog Nikolaus II., dessen gleichnamiger Vater den Troppauer Zweig der Přemysliden begründet hatte, zum Herzogtum Troppau erhoben. Nach dem Tod des Ratiborer Herzogs Lestko verlieh der böhmische König Johann von Luxemburg Ratibor 1337 an Herzog Nikolaus II. von Troppau, der mit einer Schwester Lestkos verheiratet war. Nachfolgend war das Herzogtum Ratibor bis zum Tod des Herzogs Valentin ebenfalls im Besitz der Troppauer Přemysliden. Durch die Personalunion mit Ratibor erfolgte auch eine Hinwendung des Herzogtum Troppau zu Schlesien.
Im 14. und frühen 15. Jahrhundert konnte sich Schlesien in jeder Hinsicht ungestört weiterentwickeln. Anfang des 15. Jahrhunderts entstanden die Begriffe Ober- und Nieder-Schlesien. Ober-Schlesien umfasste das Gebiet des Herzogtums Oppeln mit seinen Teilherzogtümern sowie das přemyslidische (Troppau)-Ratibor. Das westlicher liegende Nieder-Schlesien umfasste entsprechend die Fürstentümer des ungeteilten Herzogtums Schlesien einschließlich des geistlichen Fürstentums Neisse.
Die gegen Katholiken und Deutsche gerichteten Hussitenkriege trafen Schlesien als katholisch und deutsch geprägtes Nebenland Böhmens besonders hart. Menschen- und Siedlungsverluste, wirtschaftlicher Niedergang und eine von den Hussiten ausgelöste Slawisierungswelle waren die Folge. Die Situation verbesserte sich erst 1469, als der ungarische König Matthias Corvinus Mähren, Schlesien und die Lausitz eroberte und im Frieden von Olmütz 1479 in seinem Besitz bestätigt wurde. Matthias setzte einen allgemeinen Landfrieden durch und reorganisierte und zentralisierte die Landesverwaltung. Er schuf das Amt eines königlichen Oberlandeshauptmannes, das in der Regel der Breslauer Bischof innehatte, und Fürstentage als bleibende Einrichtungen.
Nach Corvinus’ Tod 1490 wurde Schlesien wieder ein Lehen des Königs von Böhmen, Ladislaus II. aus der Dynastie der Jagiellonen. In der Zwischenzeit fielen die Grenzherzogtümer Auschwitz 1457 und Zator 1494 an Polen, Sagan 1472 an die Wettiner und Crossen gelangte 1482 an Brandenburg. Andererseits kamen die Söhne des ehemaligen böhmischen Königs Georg von Podiebrad, die zu Grafen von Glatz erhoben wurden, in den Besitz der schlesischen Herzogtümer Münsterberg, Oels und Troppau.

### Schlesien unter dem Haus Habsburg (1526–1742)
Nach dem Tod des böhmischen Königs Ludwig II. in der Schlacht bei Mohács (1526) kam die böhmische Königswürde mit Ferdinand I. an die österreichische Habsburger Dynastie. Von 1526 bis 1742 waren die Habsburger als Könige von Böhmen zugleich Herzöge von Schlesien. Die habsburgische Politik der Herrschaftszentralisierung und Staatsintegration geriet bald in Widerstreit zu der politisch-konfessionell eigenständigen Politik der schlesischen Fürsten und Stände. Die sich bereits seit 1522 bis zum Ende des 16. Jahrhunderts allmählich in fast ganz Schlesien ausbreitende Reformation, der sich zunächst die Stadt Breslau und bis 1600 alle weltlichen Teilherzöge anschlossen, konnte nicht zurückgedrängt werden. Im 16. Jahrhundert wurde fast ganz Schlesien protestantisch. Bekannte schlesische Reformatoren waren unter anderem Johann Heß und Caspar von Schwenckfeld, auf dessen Theologie sich die noch bis ins 17. Jahrhundert in Schlesien vertretenen Schwenkfeldianer beriefen. Auch die radikal-reformatorische Täuferbewegung bildete in Schlesien Gemeinden aus (Gabrieler). Die Verfolgungen der Protestanten im Zuge der in habsburgischen Landen nach 1620 durchgeführten Gegenreformation wurden in Schlesien durch Toleranzvereinbarungen beendet. Im Jahr 1537 setzte der Liegnitzer Herzog Friedrich II. entgegen den Vereinbarungen die brandenburgischen Hohenzollern als Erben ein, wurde aber schon 1546 zum Widerruf dieses Erbvertrags gezwungen. Als 1675 der letzte Herzog aus der herzoglichen Linie von Liegnitz, Georg Wilhelm, starb, der zugleich der letzte Piast war, erhob Kurbrandenburg Anspruch auf dessen Herzogtümer. Später konstruierte der Preußenkönig Friedrich II. (der Große) daraus einen Anspruch auf ganz Schlesien für Preußen. Seit der zweiten Hälfte des 17. Jahrhunderts war Schlesien das wirtschaftlich wichtigste Gebiet der Habsburger Monarchie (Textilherstellung).
Dennoch brachten die Habsburger seit König Ferdinand I. (1526–1564) ihre Herrschaftsgewalt gegen die Fürsten und Stände Schlesiens stärker zur Geltung und konnten auf Dauer den Einfluss der durch dynastische Verbindungen und Gebietserwerbungen ins Land drängenden protestantischen Hohenzollern reduzieren. Der Erfolg des Protestantismus bewirkte in Geistesleben und Bildungswesen eine Orientierung Schlesiens an den protestantischen nordwestlichen Gebieten des Heiligen Römischen Reichs, am Luthertum bzw. am niederländischen Calvinismus, während das Land politisch und administrativ auf Prag und nach 1620 auf Wien orientiert blieb. Gesamtschlesische Fürstentage zu außergewöhnlichen Staats-, Finanz- und politischen Angelegenheiten wurden nach Breslau einberufen, u. a. um die von Habsburg geforderten Steuern zur Abwehr der Osmanen bereitzustellen, die 1529 Wien belagerten, und um die Landesverteidigung zu organisieren.
Nach den wenig dauerhaften Zusagen Kaiser Rudolfs II. (1576–1612) an die Protestanten im Majestätsbrief von 1609, die von seinen Nachfolgern nicht eingehalten wurden, und nach dem antihabsburgischen Widerstandsbündnis der schlesischen und böhmischen Stände in der Böhmische Konföderation verschärfte sich die konfessionspolitische Auseinandersetzung. 1619 unterstützten die schlesischen Stände den „Winterkönig“ Friedrich V. von der Pfalz. Nach der Niederschlagung der Rebellion 1620 in der Schlacht am Weißen Berg kam das Land zunächst glimpflich davon, doch wurde Schlesien während des Dreißigjährigen Krieges durch schwedische, Sächsische und kaiserliche Heere verwüstet und die Bevölkerung durch Seuchen und Epidemien dezimiert.

### Preußisch-Schlesien und Österreichisch-Schlesien (1742–1918)

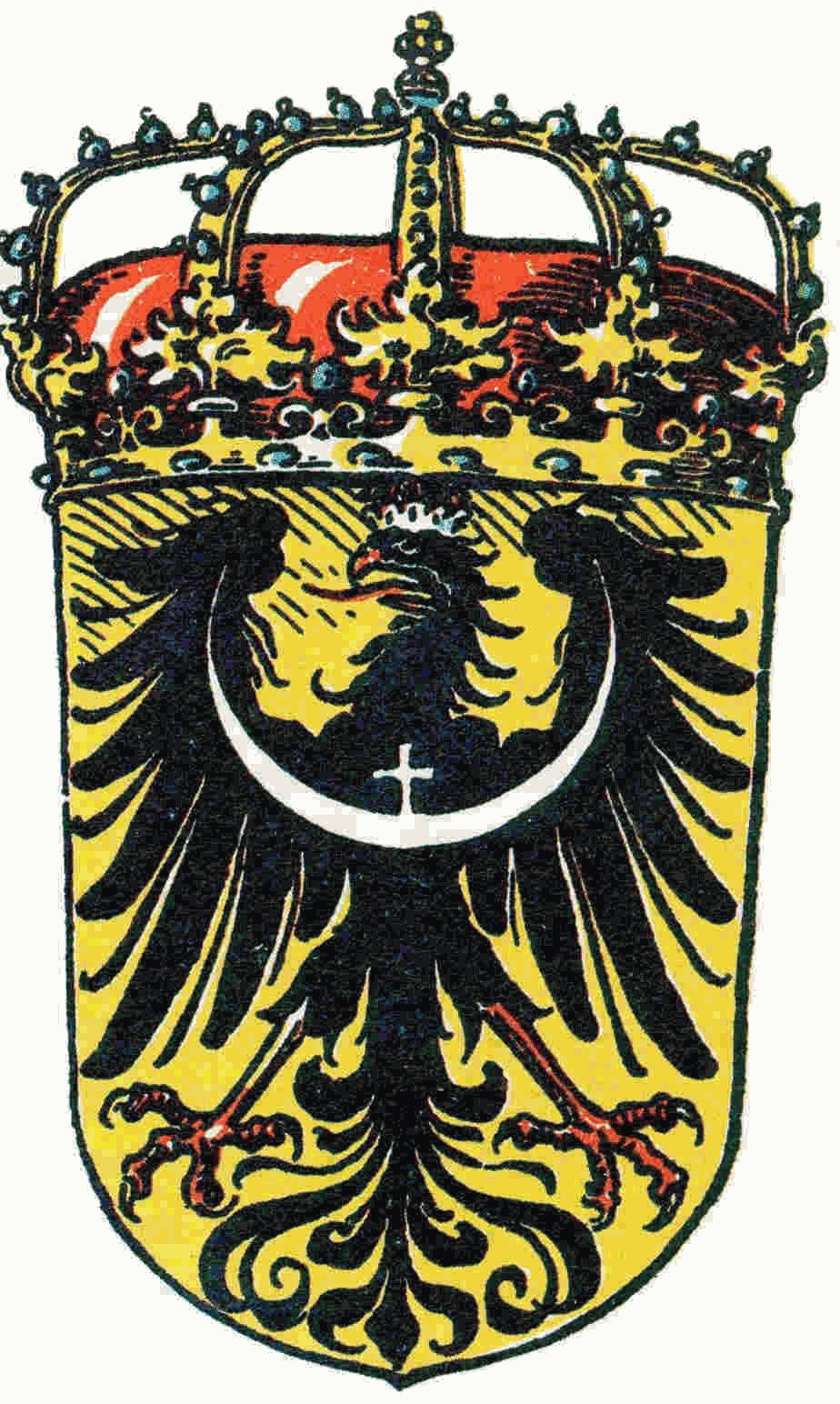
Wappen der preußischen Provinz Schlesien

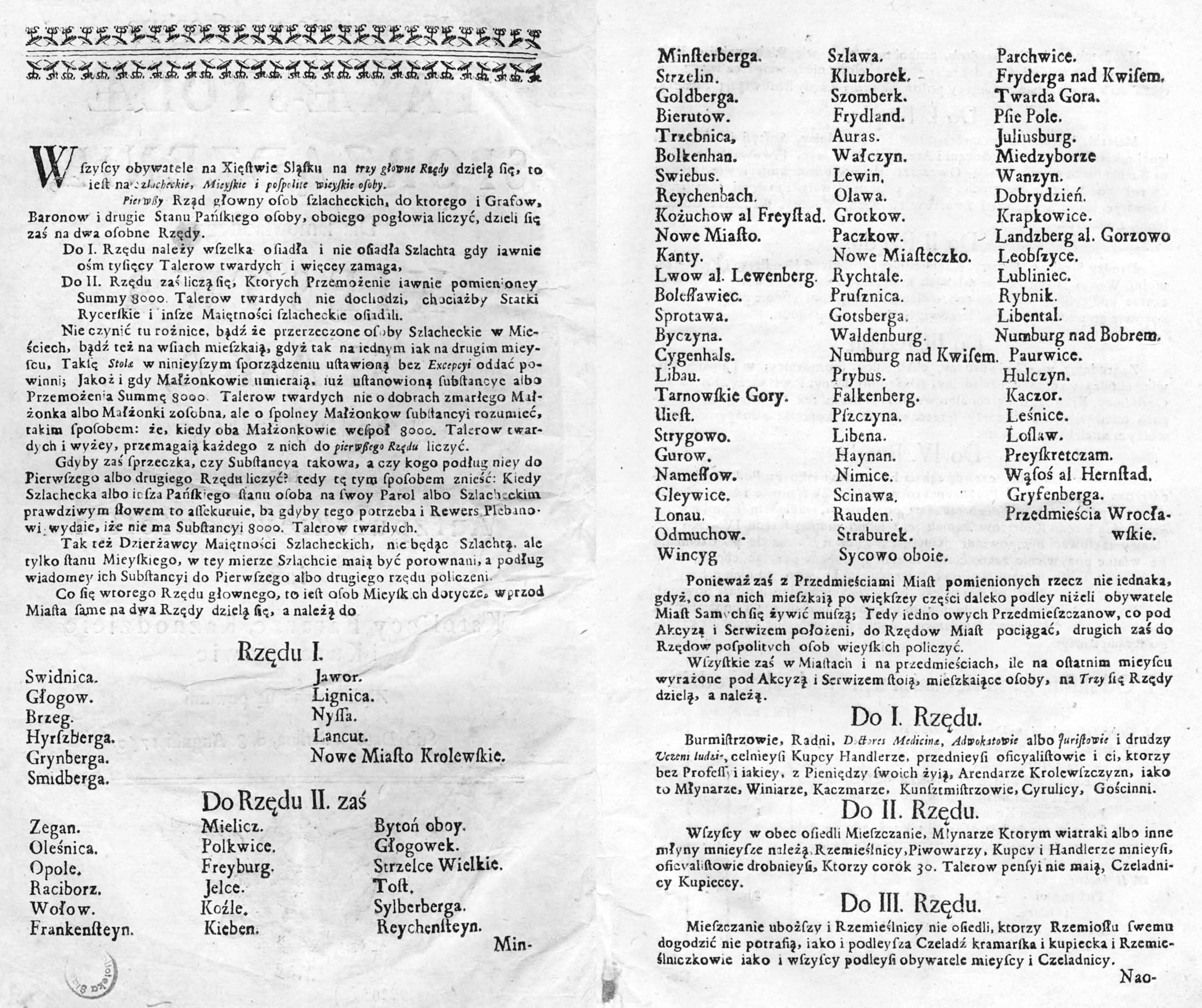
Steuerverordnung Friedrichs II. von 1750, zeitgleiche polnische Ausgabe

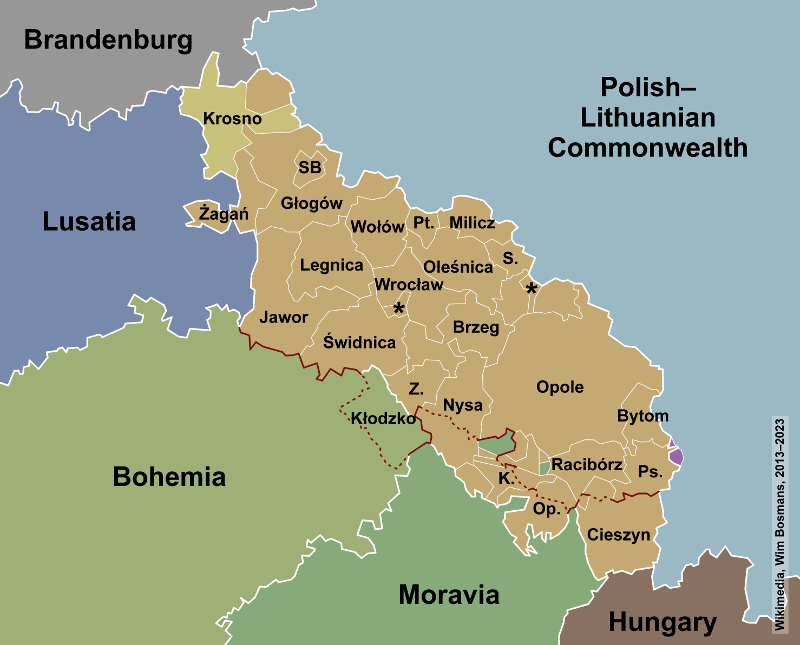
Schlesien nach den Schlesischen Kriegen

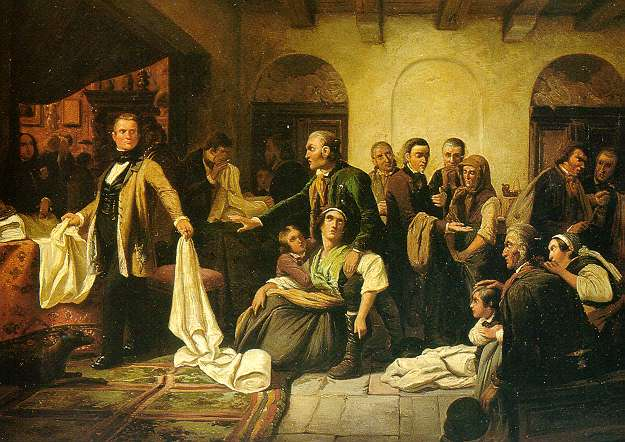
Die schlesischen Weber, Gemälde von Carl Wilhelm Hübner, 1844

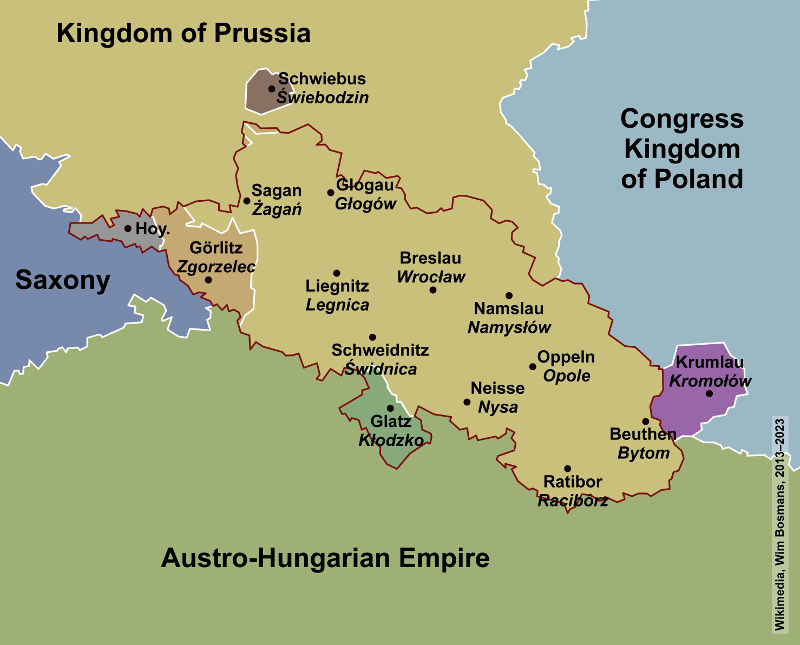
Preußische Provinz Schlesien, mit ihren Zuteilungen von 1815, 1818 und 1825

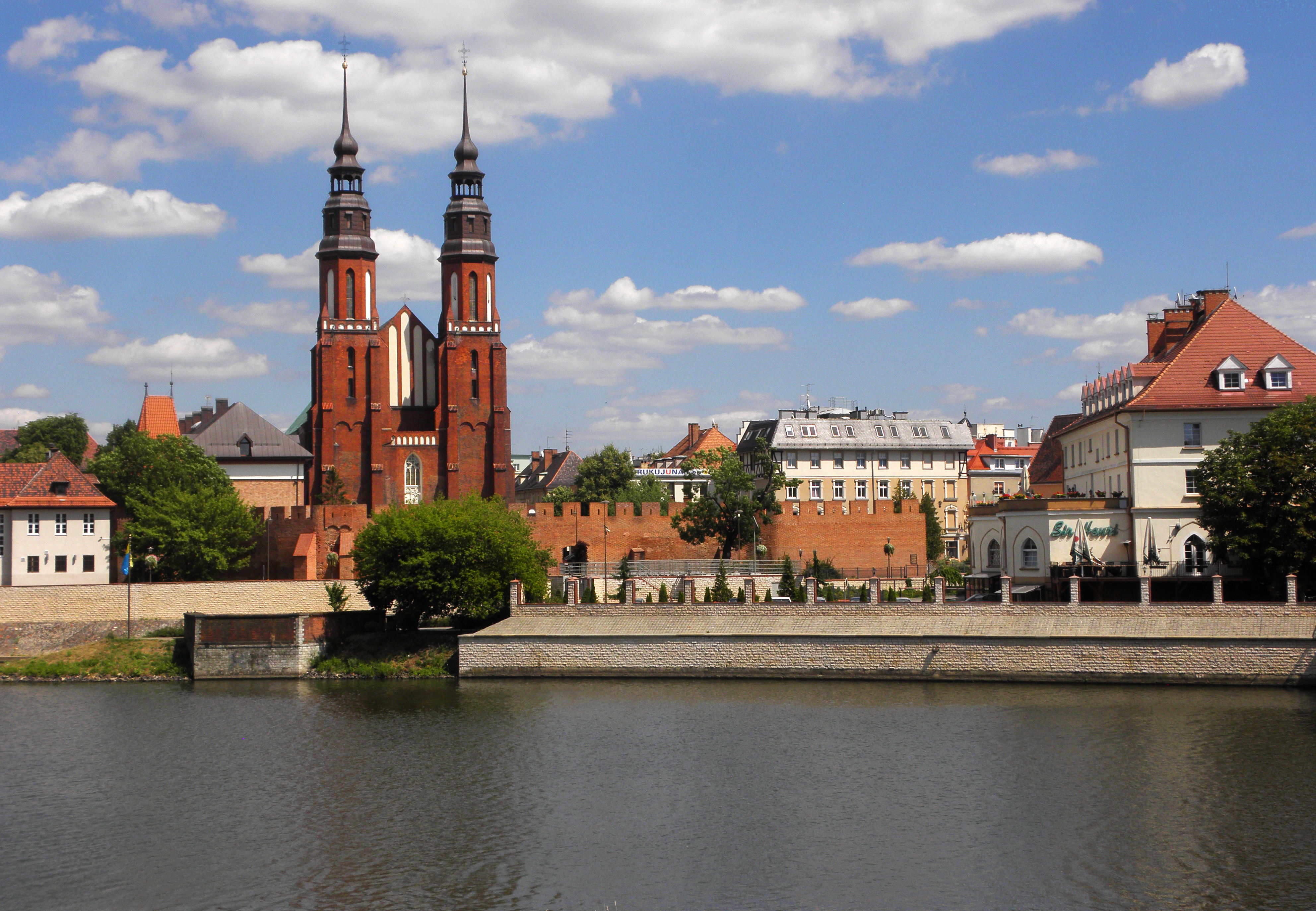
Oppeln, historische Hauptstadt Oberschlesiens

1740 beendete der Einmarsch Friedrichs II. von Preußen nach Schlesien die österreichisch-böhmische Periode der Landesgeschichte.
Nach dem Ersten Schlesischen Krieg wurde im Vorfrieden von Breslau (1742) vereinbart, dass Österreich Nieder- und Oberschlesien bis zur Oppa sowie die böhmische Grafschaft Glatz an Preußen abzutreten hatte. Der Friede von Berlin (1742) brachte Preußen von den 40.625 km² Schlesiens 35.786 km² auch die böhmische Grafschaft Glatz/Kłodzko (1.636 km²) und die mährische Enklave Katscher mit insgesamt ca. 1,2 Mio. Menschen. Diesen Erwerb konnte Friedrich der Große im zweiten Schlesischen Krieg und auch im Dritten Schlesischen Krieg (1756 bis 1763) verteidigen.
Mit der Annexion Schlesiens begründete Friedrich II. die Großmachtstellung Preußens in Europa.
Ein kleinerer Teil Oberschlesiens um Troppau, Jägerndorf, Teschen und Bielitz sowie der südliche Teil des zu Niederschlesien gehörenden Fürstentums Neisse (= bis 1938 der politische Bezirk Freiwaldau) blieb als Österreichisch-Schlesien (offiziell: „Herzogtum Ober- und Niederschlesien“) bis 1918 Bestandteil der Österreichisch-Ungarischen Monarchie. Zuerst (bis 1782) als Teil des Königreichs Böhmen, danach (bis 1849 und 1860–1861) Mährens.
Ebenfalls zu Österreich gehörten ab 1772 die Herzogtümer Auschwitz und Zator, die im 15. Jahrhundert von Schlesien an Polen gelangt waren.
Laut Dekret vom 4. März 1849 wurden alle Völker des Kaisertums Österreich, darunter auch Schlesier, gleichberechtigt. Mit dem Dekret vom 30. Dezember 1849 wurde das Schlesische Land als Kronland gebildet. Es wurde ein Schlesischer Landtag (Schlesischer Konvent) in Troppau, mit 30 gewählten Abgeordneten und dem Breslauer Bischof gegründet; ab 1866 waren sechs schlesische Abgeordnete sogar Mitglieder des Staatsrates in Wien, stellten den österreichischen Finanzminister und bekleideten andere hohe Staatsämter in Österreich. Der Schlesische Landtag arbeitete mit einer zehnjährigen Pause (1851–1861) bis zum Zerfall der k.u.k. Monarchie 1918.
Nach dem Wiener Kongress von 1815 entstand der konföderativ organisierte Deutsche Bund als Nachfolger des 1806 aufgelösten Heiligen Römischen Reiches Deutscher Nation, dem sowohl Österreich als auch Preußen angehörten. Preußen organisierte seine Territorien als Provinzen und Schlesien wurde eine der zunächst zehn Provinzen mit Breslau als Provinzhauptstadt. Im Jahr 1816 kam die vom Königreich Sachsen abzutretende nordöstliche Hälfte der Oberlausitz zur preußischen Provinz hinzu. Nach Auflösung des Deutschen Bundes 1866, bestätigt im Prager Friedensvertrag, Bildung des Norddeutschen Bundes (1867) und der Deutschen Reichsgründung 1871 wurde lediglich Preußisch Schlesien Bestandteil des deutschen Nationalstaates.
→ Verwaltung der Provinz Schlesien

### Bevölkerungsentwicklung ab dem 18. Jahrhundert
Schlesien erlebte insbesondere im 18.–20. Jahrhundert ein starkes Bevölkerungswachstum bedingt aus der wirtschaftlichen, bis um das Jahr 1800 insbesondere landwirtschaftlichen Entwicklung. Vorausgegangen war dieser Entwicklung seit dem Hubertusburger Frieden von 1763 eine Phase der politischen und wirtschaftlichen Stabilisierung, getragen von mehreren großen staatlichen Projekten wie dem Wiederaufbau der Städte nach den Zerstörungen des Siebenjährigen Krieges und die innere (friderizianische) Kolonisierung später in Verbindung mit der Industrialisierung vor allem Oberschlesiens.
Das Bevölkerungswachstum zeigt sich in den folgenden Statistiken:
| Jahr | Einwohner     |
| ---- | ------------- |
| 1742 | ca. 1.100.100 |
| 1770 | 1.327.078     |
| 1791 | 1.747.065     |
| 1797 | 1.795.468     |
| 1817 | 1.992.598     |
| 1840 | 2.858.800     |
| 1850 | 3.101.871     |
| 1862 | 3.349.495     |
| 1871 | 3.707.167     |
| 1875 | 3.843.699     |
| 1880 | 4.007.925     |
| 1890 | 4.224.458     |
| 1900 | 4.668.857     |
| 1905 | 4.942.611     |
| 1939 | 4.846.333     |

| Jahr | Einwohner |
| ---- | --------- |
| 1776 | 247.064   |
| 1804 | 270.891   |
| 1851 | 438.586   |
| 1890 | 605.649   |
| 1900 | 680.422   |
| 1910 | 756.949   |

| Kategorie                | Preußisch | Preußisch  | Österreichisch | Österreichisch | Gesamt    | Gesamt     |
| Kategorie                | Anzahl    | prozentual | Anzahl         | prozentual     | Anzahl    | prozentual |
| ------------------------ | --------- | ---------- | -------------- | -------------- | --------- | ---------- |
| Gesamt                   | 4.942.611 | 100,0 %    | 680.422        | 100,0 %        | 5.623.033 | 100,0 %    |
| Deutsch                  | 3.741.300 | 075,7 %    | 304.149        | 044,7 %        | 4.045.449 | 071,9 %    |
| als „Polnisch“ definiert | 1.100.831 | 022,3 %    | 225.900        | 033,2 %        | 1.326.731 | 023,6 %    |
| Slawisch                 | 0.100.480 | 002,0 %    | 150.373        | 022,1 %        | 0.250.853 | 004,5 %    |

Bei den Reichstagswahlen Ende des 19. Jahrhunderts wählten die Oberschlesier mehrheitlich das katholische Zentrum. Die Niederschlesier wählten zunächst überwiegend die Partei der „Deutsch Freisinnigen“, später zunehmend die SPD. Mit der beginnenden Industrialisierung wurde Oberschlesien mit seinen Steinkohlebergwerken neben dem Ruhrgebiet zu einer der wirtschaftlich wichtigsten Regionen des Deutschen Reiches.

### Die ethnolinguistische Struktur Oberschlesiens (1819–1910)

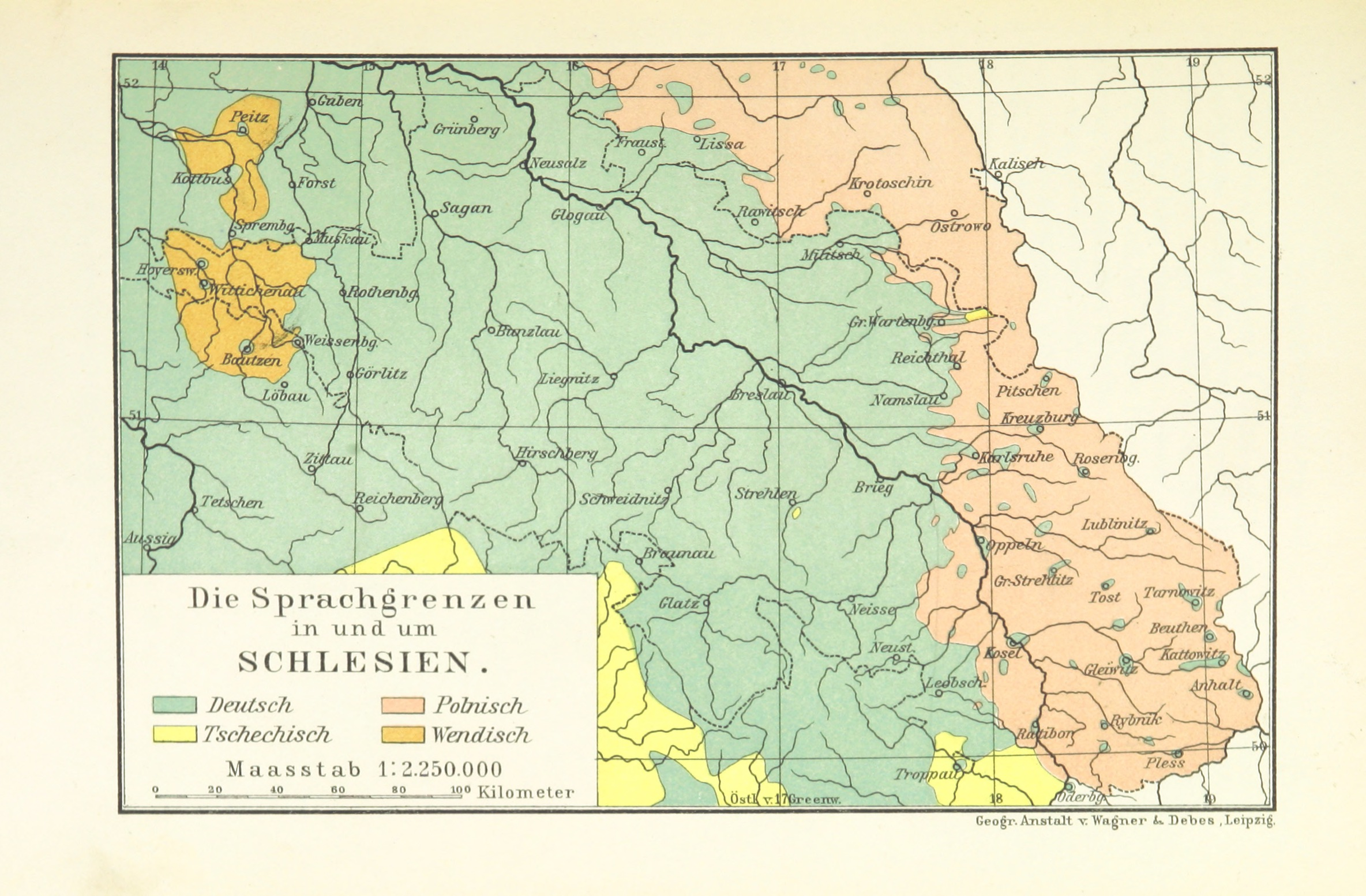
Die Sprachgrenzen in und um Schlesien, 1896

Die Situation nach Kreisen 1910:
| Volkszählung 1910       | Bevölkerung | Deutsch | Deutsch | Polnisch  | Polnisch | Zweisprachig | Zweisprachig |
| ----------------------- | ----------- | ------- | ------- | --------- | -------- | ------------ | ------------ |
| Regierungsbezirk Oppeln | 2.207.981   | 884.045 | 40,04 % | 1.169.340 | 52,96 %  | 88.798       | 4,02 %       |
| Beuthen Stadt           | 67.718      | 41.071  | 60,65 % | 22.401    | 33,08 %  | 3.494        | 5,16 %       |
| Beuthen Land            | 195.844     | 59.308  | 30,28 % | 123.016   | 62,81 %  | 11.678       | 5,96 %       |
| Cosel                   | 75.673      | 16.433  | 21,72 % | 56.794    | 75,05 %  | 2.298        | 3,04 %       |
| Falkenberg              | 37.526      | 33.286  | 88,70 % | 3.815     | 10,17 %  | 364          | 0,97 %       |
| Gleiwitz Stadt          | 66.981      | 49.543  | 73,97 % | 9.843     | 14,70 %  | 7.434        | 11,10 %      |
| Tost-Gleiwitz           | 80.515      | 16.408  | 20,38 % | 61.509    | 76,39 %  | 2.533        | 3,15 %       |
| Groß Strehlitz          | 73.383      | 12.616  | 17,19 % | 58.102    | 79,18 %  | 1.781        | 2,43 %       |
| Zabrze                  | 159.810     | 63.875  | 39,97 % | 81.567    | 51,04 %  | 13.964       | 8,74 %       |
| Kreuzburg               | 51.906      | 24.363  | 46,94 % | 24.487    | 47,18 %  | 3.001        | 5,78 %       |
| Neustadt                | 97.537      | 51.489  | 52,79 % | 43.787    | 44,89 %  | 2.176        | 2,23 %       |
| Oppeln Stadt            | 33.907      | 27.128  | 80,01 % | 5.371     | 15,84 %  | 1.382        | 4,08 %       |
| Oppeln Land             | 117.906     | 23.740  | 20,13 % | 89.323    | 75,76 %  | 2.937        | 2,49 %       |
| Ratibor Stadt           | 38.424      | 22.914  | 59,63 % | 11.525    | 29,99 %  | 3.637        | 9,47 %       |
| Ratibor Land            | 118.923     | 13.316  | 11,20 % | 56.765    | 47,73 %  | 1.576        | 1,33 %       |
| Rosenberg               | 52.341      | 8.586   | 16,40 % | 42.234    | 80,69 %  | 1.514        | 2,89 %       |
| Kattowitz Stadt         | 43.173      | 36.891  | 85,45 % | 5.766     | 13,36 %  | 363          | 0,84 %       |
| Kattowitz Land          | 216.807     | 65.763  | 30,33 % | 140.592   | 64,85 %  | 7.419        | 3,42 %       |
| Königshütte             | 72.641      | 39.276  | 54,07 % | 24.687    | 33,98 %  | 8.355        | 11,50 %      |
| Lublinitz               | 50.388      | 7.384   | 14,65 % | 39.969    | 79,32 %  | 2.885        | 5,73 %       |
| Pleß                    | 122.897     | 16.464  | 13,40 % | 105.744   | 86,04 %  | 445          | 0,36 %       |
| Rybnik                  | 131.630     | 24.872  | 18,90 % | 102.430   | 77,82 %  | 3.615        | 2,75 %       |
| Tarnowitz               | 77.583      | 20.969  | 27,03 % | 51.858    | 66,84 %  | 4.742        | 6,11 %       |

| Polnisch | 377.100 (67,2 %) | 418.437 | 456.348 | 495.362 | 525.395 | 540.402 | 568.582 | 584.293 | 612.849 | 665.865 | 742.153 | 918.728 (58,2 %) | 1.048.230 (56,1 %) | 1.158.805 (56,9 %) | 1.169.340 (53,0 %) |
| Deutsch  | 162.600 (29,0 %) | 255.383 | 257.852 | 290.168 | 330.099 | 348.094 | 364.175 | 363.990 | 406.950 | 409.218 | 457.545 | 566.523 (35,9 %) | 684.397 (36,6 %)   | 757.200 (37,2 %)   | 884.045 (40,0 %)   |

### Zwischenkriegszeit (1919–1939)

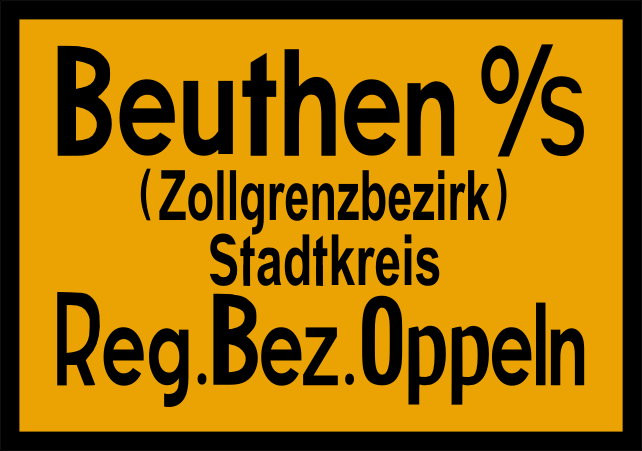
Ortseingangsschild von Beuthen an der Grenze (1922–1939)

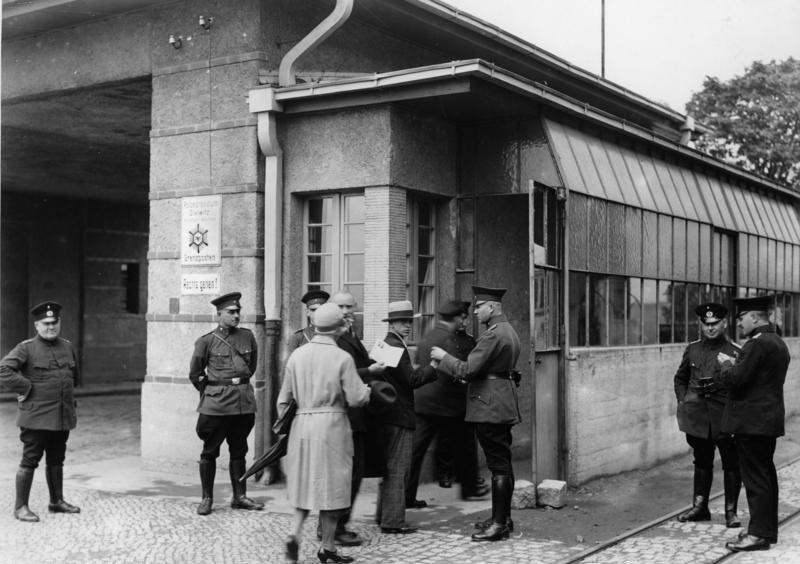
Deutscher Grenzposten bei Beuthen (1930)

Schlesien im Deutschen Reich
Grenzen von 1922–1937

Woiwodschaft Schlesien (1922–1939) (Ostoberschlesien) im Polen der Zwischenkriegszeit

Nach dem Ersten Weltkrieg kam es in Mitteleuropa zu tiefgreifenden geopolitischen Veränderungen. Die Kriegsverlierer, das kaiserliche Deutsche Reich und Österreich-Ungarn, die sich bis dahin Schlesien teilten, mussten ihre Teile Schlesiens ganz (k.u.k.) oder teilweise (Deutsches Reich) zu Gunsten der neu entstandenen Staaten Polen und Tschechoslowakei abgeben. Besonders umstritten war dabei Oberschlesien. Der 13. Punkt der „offiziellen Friedensziele der Alliierten“ (der sogenannten 14 Punkte des US-Präsidenten Woodrow Wilson)  sah die Wiederherstellung eines unabhängigen polnischen Staates vor, und zwar ausdrücklich nicht in den historischen Grenzen vor den Teilungen Polens, sondern mit allen „von einer unbestreitbar polnischen Bevölkerung bewohnten Gebieten“.
Oberschlesien war sprachlich ein Mischgebiet (Schlesisch/Polnisch bzw. Tschechisch zirka 60 %, Deutsch etwa 40 %) und mehrheitlich katholisch (88 %). Die Bevölkerung von Niederschlesien war meistens deutschsprachig bzw. sorbischsprachig und, mit Ausnahme der zum größten Teil katholischen Grafschaft Glatz, überwiegend evangelisch (68 %). Die Sprecherzahl wurde nur in Polen genau ermittelt und betrug im Jahr 2002 56.643, davon deklarierte 36.606 eine andere als polnische Nationalität. Insgesamt bezeichneten sich in Polen 173.200 (Volkszählung 2002) und 10.800 in Tschechien (Volkszählung 2001) der Befragten als ethnische Schlesier. Wie viele Personen (bzw. ob überhaupt welche) in Deutschland sich als (polnische) Schlesier bezeichnen und ggf., wie viele den polnischen Dialekt Schlesisch sprechen, wurde nie ermittelt.

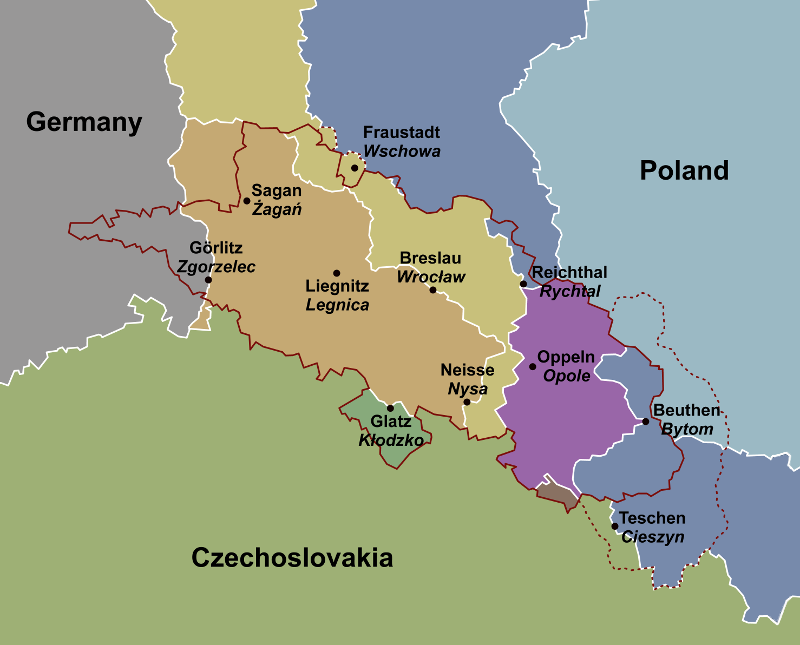
Teilungen von Schlesien nach 1919

Bereits im Jahr 1920 fielen, wie im Versailler Vertrag festgelegt, mit der nordöstlichen Hälfte des Landkreises Groß Wartenberg und dem Reichthaler Ländchen (Landkreis Namslau) sowie kleinen Teilen der Landkreise Guhrau und Militsch einige Grenzgebiete Niederschlesiens ohne Befragung der Bevölkerung an Polen. Weiterhin sah der Vertrag vor, dass ganz Oberschlesien Polen zugesprochen werden sollte. Dies wurde jedoch vor allem aufgrund englischer Einflussnahme zu Gunsten eines Plebiszits geändert. Die Volksabstimmung in Oberschlesien fand im März 1921 statt, dabei votierten 59,4 % für den Verbleib beim Deutschen Reich und 40,6 % für den Anschluss an Polen. Die Wahlbeteiligung betrug 98 %. In 664 Gemeinden votierte die Mehrheit für Deutschland, in 597 für Polen. Die über drei Jahre andauernden Spannungen vor und nach dem Plebiszit mündeten in drei propolnische Aufstände in Oberschlesien. Über die endgültige Teilung Oberschlesiens wurde erst im Jahr 1922 entschieden, wobei der Oberste Rat der Alliierten zirka 70 % des Abstimmungsgebiets dem Deutschen Reich und zirka 30 % Polen zusprach, ohne dass die Teilungslinie immer lokalen Mehrheitsverhältnissen beim Plebiszit entsprach.
Das wirtschaftlich ertragreiche Ostoberschlesien ging an Polen. In der nunmehr Autonomen Woiwodschaft Schlesien mit Kattowitz als Hauptstadt wurden für die dort gebliebene deutsche Bevölkerung Sondervereinbarungen getroffen. Der Hauptteil Schlesiens verblieb jedoch auch nach diesen Teilungen beim Deutschen Reich und war in die bereits 1919 neu geschaffenen preußischen Provinzen Niederschlesien mit der Hauptstadt Breslau und Oberschlesien mit der Hauptstadt Oppeln untergliedert. Den Oberpräsidenten (Verwaltungschef der Provinz) stellte in Oberschlesien bis zum Jahr 1933 die Deutsche Zentrumspartei, in Niederschlesien bis 1932 die SPD.
Das Hultschiner Ländchen – der Südteil des Landkreises Ratibor – war bereits Ende 1918 von der Tschechoslowakei militärisch besetzt worden und kam im September 1919 mit dem Vertrag von St. Germain zur Tschechoslowakei. Das österreichische Kronland Österreichisch-Schlesien kam nach dem Ersten Weltkrieg überwiegend zur neu gegründeten Tschechoslowakei – dieses Gebiet gehört heute zu Tschechien – ein kleiner Teil zu Polen. Anfang 1919 kam es im Streit um das Industriegebiet um Teschen zum Polnisch-Tschechoslowakischen Grenzkrieg. Auf Druck Frankreichs stimmte die Tschechoslowakei einer Aufteilung der Stadt zu, durch die deren größerer Teil an Polen fiel, der überwiegende Teil des Teschener Landes hingegen an die Tschechoslowakei. Der ganze polnische Teil des früheren Kronlandes bildete ab 1920 die schon erwähnte Autonome Woiwodschaft Schlesien.
Anfang Oktober 1938 kam infolge des Münchner Abkommens das von Deutschen besiedelte tschechoslowakische Schlesien als Teil des Sudetenlandes zum Deutschen Reich, der mehrheitlich polnisch besiedelte Mittelstreifen (Zaolzie) des Olsagebiets wenige Wochen später zu Polen.
Siehe auch: Liste der Stadtgemeinden in Schlesien, Stand 1937

### Zweiter Weltkrieg (1939–1945)

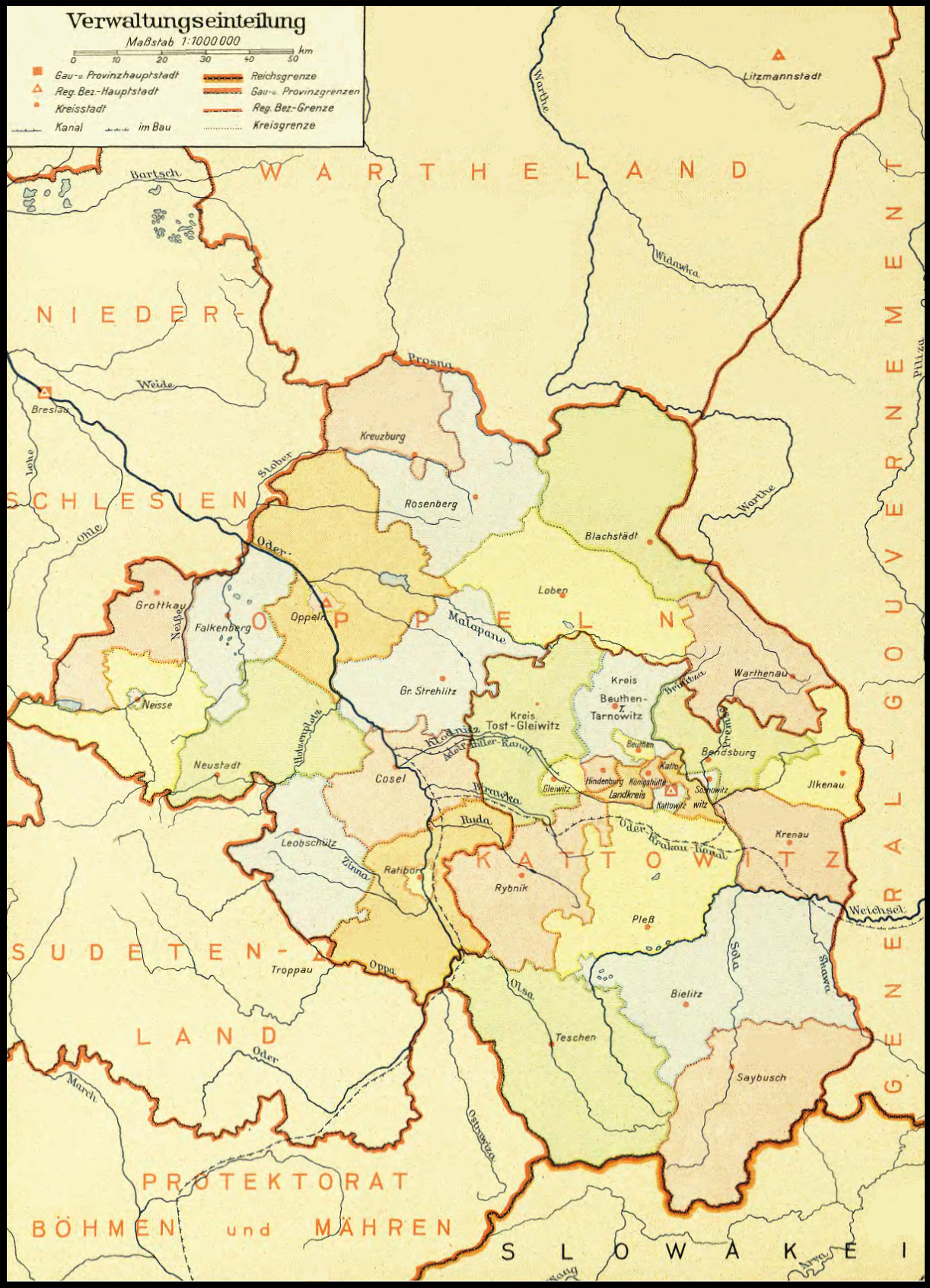
Regierungsbezirke und Kreise im Gau Oberschlesien (1943)

1938 wurden die beiden seit 1919 getrennten Provinzen Ober- und Niederschlesien wieder zur Provinz Schlesien vereinigt, Hauptstadt wurde wieder Breslau. Nach dem Überfall der Wehrmacht auf Polen im September 1939 wurden auch die Autonome Woiwodschaft Schlesien sowie Teile Kleinpolens, darunter das sogenannte Neuschlesien, der Provinz Schlesien angeschlossen. Dabei wurden jedoch nur das Gebiet der bisherigen Autonomen Woiwodschaft Schlesien sowie die mit Bielitz verflochtene Stadt Biala passrechtlich wie Inland behandelt, während das übrige annektierte Gebiet durch eine Polizeigrenze abgetrennt wurde. 1941 wurden Ober- und Niederschlesien erneut geteilt, dabei wurde Breslau Hauptstadt des Gaus Niederschlesien und die Stadt Kattowitz, die von 1922 bis 1939 als Katowice Hauptstadt der Autonomen Woiwodschaft Schlesien war, Hauptstadt des Gaus Oberschlesien. Damals wurde auch das kleinpolnische Auschwitz (polnisch: Oświęcim) Teil des Gaus Oberschlesien. Dort errichtete das NS-Regime sein größtes Vernichtungslager, Auschwitz-Birkenau, in dem etwa 1,5 Millionen Menschen, vor allem Juden aus Polen und anderen Teilen Europas sowie nichtjüdische Polen, ermordet wurden. Außerdem gab es von 1940 bis 1945 das ca. 60 km von Breslau entfernte KZ Groß-Rosen mit zahlreichen Außenlagern. Seit 1943 arbeitete die Oberbauleitung Riese im Eulengebirge.

### Vertreibung der deutschen Bevölkerung (1945–1947)

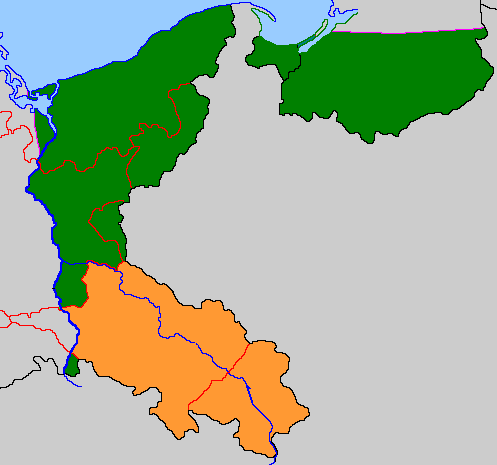
Lage Schlesiens in den ehemaligen Ostgebieten Deutschlands

Gegen Ende des Zweiten Weltkriegs in Europa wurde der größte Teil Schlesiens im Frühjahr 1945 von der Roten Armee eingenommen. Nach Beendigung der Kampfhandlungen wurden die eroberten Gebiete seitens der sowjetischen Besatzungsmacht infolge der sowjetischen Westverschiebung Polens der Volksrepublik Polen zur Verwaltung überlassen.
Nach Kriegsende behandelten die Alliierten Deutschland auf der Potsdamer Konferenz im Sommer 1945 in den Grenzen von 1937. Das östlich der Oder-Neiße-Linie gelegene, der polnischen Administration überlassene Gebiet der Provinz Schlesien verblieb 1945 unter polnischer Verwaltung. Die endgültige Festlegung der Grenze zwischen dem vereinten Deutschland und Polen sollte einer abschließenden Friedenskonferenz vorbehalten bleiben. Unter der Verwaltung durch polnische Zivilbehörden wurde dieser größere Teil Schlesiens administrativ in den polnischen Staat eingegliedert, die deutschen Ortsnamen wurden entfernt und die deutsche Bevölkerung größtenteils vertrieben oder an der Rückkehr gehindert oder (zwangs-)polonisiert.
Ein Teil der damals 4,5 Millionen Schlesier floh ab Anfang 1945 vor der anrückenden Roten Armee. Ab dem Frühsommer 1945 wurde die Vertreibung der Deutschen von polnischen Stellen organisiert. Für Gebiete, die außerhalb der Reichsgrenzen von 1937 gelegen waren, ermöglichten die hierzu erlassenen Bierut-Dekrete die Einziehung des gesamten beweglichen und unbeweglichen Eigentums von Personen deutscher Nationalität zugunsten des polnischen Staates. Daneben nahmen örtliche polnische Verwaltungsbehörden auch schon sofort nach Kriegsende eigenmächtig „wilde Vertreibungen“ aus Gebieten innerhalb der Reichsgrenzen von 1937 vor. Die restliche zurückgebliebene Bevölkerung musste ab 1945 Diskriminierungen von Seiten des polnischen Staates erdulden. So wurde der Gebrauch der deutschen Sprache sowohl im öffentlichen Leben, in Kirchen und Schulen, als auch im Privatleben verboten. Im Juni 1945 wurden alle Deutschen aus einem Gebietsstreifen von etwa 30 Kilometer Breite unmittelbar östlich der Lausitzer Neiße vertrieben.
Da die neue polnische Verwaltung zu diesem Zeitpunkt noch keineswegs gefestigt war, konnten im Sommer 1945 noch viele geflohene Schlesier zunächst wieder in ihre Heimat zurückkehren, bevor sie in den Jahren 1946 und 1947 endgültig vertrieben wurden. Rund 1,2 Millionen Deutsche in Oberschlesien und etwa 150.000 in Niederschlesien entgingen der Vertreibung zunächst ganz. Der Grund war im Falle der Oberschlesier die nicht eindeutige nationale Identität (Zweisprachigkeit, „schwebendes Volkstum“), im Falle der nicht vertriebenen Niederschlesier ihre Nützlichkeit als Facharbeiter, insbesondere im Bergbau um die Städte Waldenburg und Neurode. Die weitaus meisten dieser deutschen Niederschlesier siedelten in den Jahren 1958 bis 1960 in die Bundesrepublik Deutschland aus, zum kleineren Teil in die DDR. Laut der Volkszählung 2002 leben in Schlesien 140.895 Deutsche (1,61 % der Gesamtbevölkerung Schlesiens), davon in der Woiwodschaft Niederschlesien 2.158/0,074 %, in der Woiwodschaft Oppeln 106.855/10,033 % und in der Woiwodschaft Schlesien 31.882/0,672 %. Von den nicht vertriebenen Oberschlesiern sind die meisten ab etwa Mitte der 1970er-Jahre aus wirtschaftlichen und politischen Gründen in die Bundesrepublik ausgewandert oder – wie es vor allem seit der Mitte der 1980er der Fall war – illegal mit einem Touristenvisum in die Bundesrepublik gekommen, wo sie einen Vertriebenen-Status und somit u. a. das Recht auf eine Entschädigung für das in Schlesien zurückgelassene Eigentum erhielten, wenn andere Bedingungen erfüllt waren, z. B. kein Erhalt oder Verkauf des Eigentums möglich usw. Der Höhepunkt der Aussiedlungs- beziehungsweise Ausreisewelle von Deutsch-Polen war Anfang 1990, ungeachtet oder gerade wegen der Anerkennung der deutschen Minderheit in Polen.
Das Eigentum der geflohenen und vertriebenen Deutschen wurde im Jahre 1946 durch zwei polnische Dekrete als „verlassenes bzw. herrenloses Gut“ entschädigungslos konfisziert. Die späteren deutsch-polnischen Aussiedler aus Schlesien haben hingegen nicht ihr gesamtes Eigentum verloren, einige haben nach 1990 Teile ihres Eigentums in Polen zurückerhalten.
Die Zahl der Toten bei der Vertreibung aus Schlesien ist nicht exakt bekannt. Ausweislich der „Gesamterhebung zur Klärung des Schicksals der deutschen Bevölkerung in den Vertreibungsgebieten“ (München, 1964) sind 51.926 namentlich bekannte Niederschlesier (ohne Breslau) nachweislich „bei und als Folge der Vertreibung“ ums Leben gekommen, einschließlich 2.308 Suizide. Hinzu kommen 210.923 namentlich bekannte „ungeklärte Fälle“, davon 93.866 mit Vermisstenhinweis und 48.325 mit Todeshinweis. Für Breslau, das gesondert erfasst wurde, betragen die Zahlen: 7.488 nachweislich Umgekommene, davon 251 Suizide. 89.931 namentlich bekannte ungeklärte Fälle, davon 37.579 mit Vermissten- und 1.769 mit Todeshinweis (Band II, S. 456 der Gesamterhebung). Von den Oberschlesiern sind 41.632 nachweislich umgekommen, davon 302 durch Suizid. Von den 232.206 namentlich erfassten ungeklärten Fällen lag für 46.353 ein Vermissten- und für 2.048 ein Todeshinweis vor. Dies ergibt eine Gesamtzahl von 634.106 geklärten Todes- und ungeklärten Vermisstenfällen im Zusammenhang mit der Vertreibung der deutschen Bevölkerung aus Schlesien. Bezogen auf eine Gesamtzahl von 4.592.700 Einwohnern (Volkszählung 1938) ergibt dies einen Bevölkerungsverlust durch geklärte Todes- und ungeklärte Vermisstenfälle von 13,8 % der Gesamtbevölkerung. Rechnet man aus den 4.592.700 Einwohnern noch die bereits im Krieg umgekommenen und die im Kriegsverlauf geflohenen Einwohner heraus, so liegt der prozentuale Anteil noch weit höher.
Die in Niederschlesien und Oberschlesien neu angesiedelten Bewohner waren zum Teil im Zuge der Zwangsumsiedlung von Polen aus den ehemaligen polnischen Ostgebieten 1944–1946 vertrieben worden.

### Nachkriegszeit bis 1990

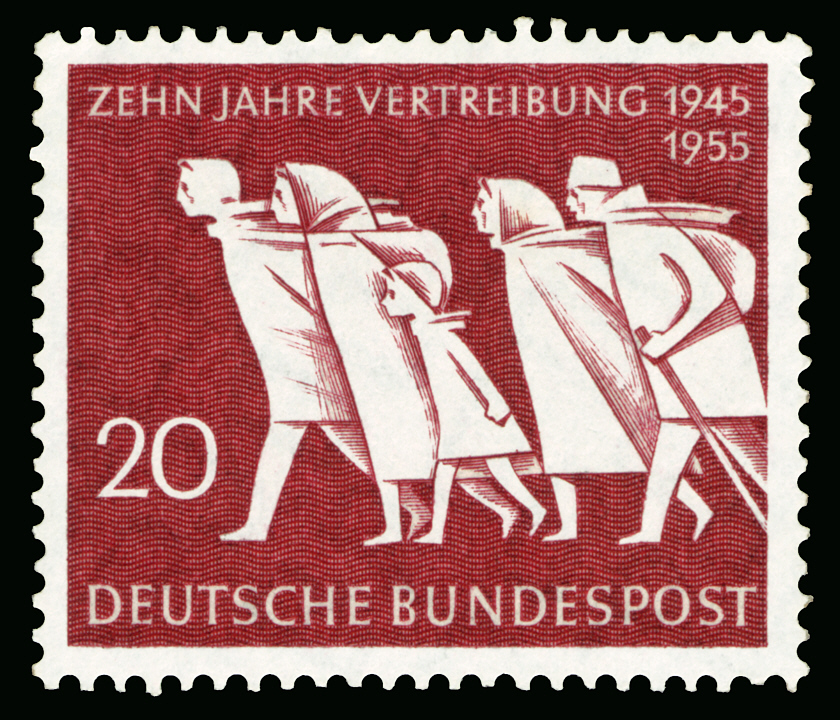
Briefmarke zum Gedenken an die Vertreibung 1945

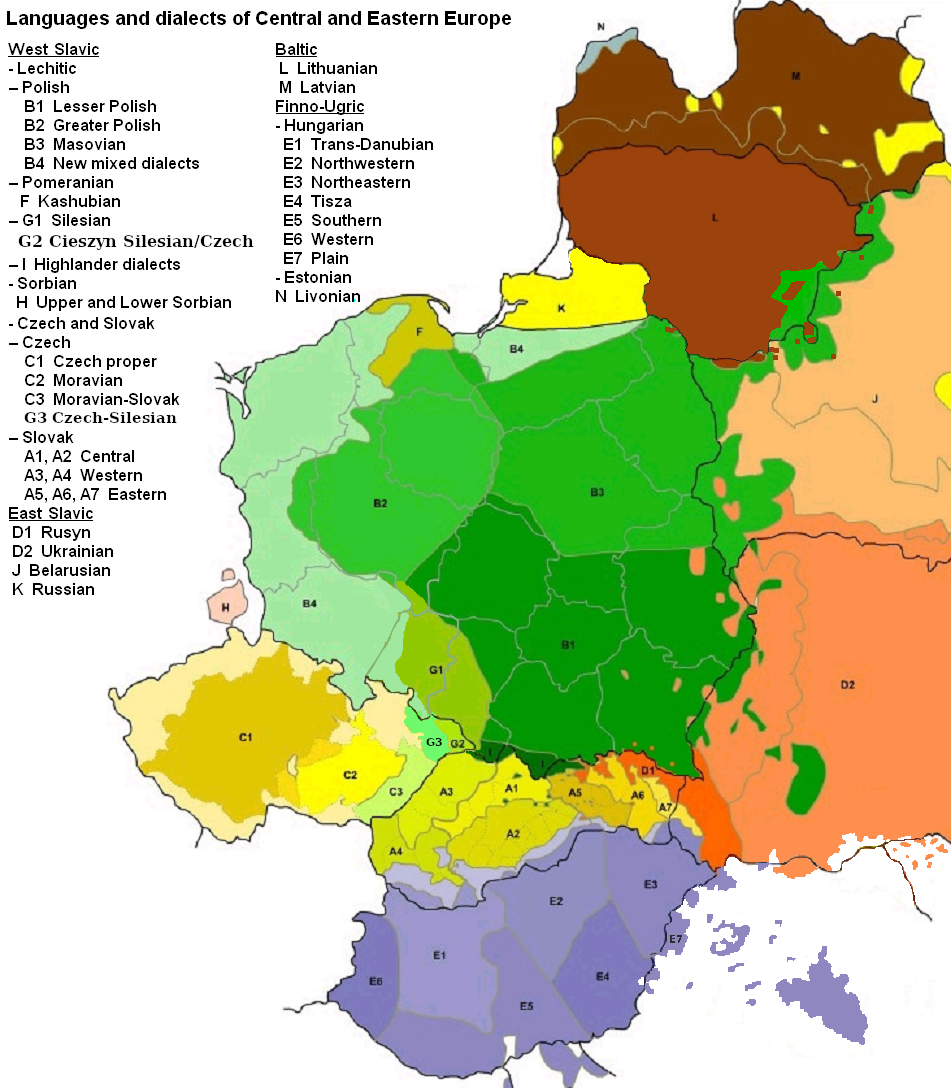
Sprachen und Dialekte in Schlesien, „G1“ umfasst das Gebiet des „Schlesischen“ (Oberschlesien) und G2 (niederschlesisches Gebiet) des Polnischen (neue Mischdialekte).

Im dann polnischen Teil Schlesiens wurden meist Polen aus Zentralpolen und aus dem ehemaligen Ostpolen neu angesiedelt. Hinzu kamen mehrere Zehntausend der zwischen April und Juli 1947 im Rahmen der Aktion Weichsel (Akcja Wisła) aus Südostpolen umgesiedelten, bzw. von Polen vertriebenen Ukrainer, und Polen aus Bosnien, Rumänien und Frankreich, auch griechische Kommunisten. Auch mehr als 100.000 polnische Juden kamen nach Niederschlesien, die meisten von ihnen wanderten später in den Westen und nach Israel aus.
Jene Gebiete Schlesiens, die bis zum Münchner Abkommen von 1938 Bestandteil der Tschechoslowakei waren, also die durch dieses Abkommen an Deutschland gekommenen sudetendeutschen Gebiete des früheren Österreich-Schlesien, aber auch das Gebiet am linken Ufer der Olsa mit dem Westteil von Teschen und das Hultschiner Ländchen, gehörten ab 1945 zur wieder erstandenen ČSR. Die deutsche Bevölkerung wurde auch von hier größtenteils vertrieben, in der Folge siedelten sich viele Tschechen aus dem tschechischen Landesinneren, tschechische Repatrianten, Slowaken, Ungarn und Roma an. Der westlich der Lausitzer Neiße liegende Teil der Provinz Niederschlesien blieb deutsch und wurde im Wesentlichen nach 130 Jahren wieder Teil von Sachsen. Geografisch ist es ein Teil der Oberlausitz.
Bereits kurze Zeit nach ihrer Gründung unterzeichneten die Regierungen der DDR und Polens das Görlitzer Abkommen vom 6. Juli 1950, das die Oder-Neiße-Linie als endgültige „deutsch-polnische Staatsgrenze“ anerkannte. Diese wurde im offiziellen Sprachgebrauch „Oder-Neiße-Friedensgrenze“ genannt. Die ebenfalls 1949 gegründete Bundesrepublik Deutschland erkannte am 7. Dezember 1970 im Warschauer Vertrag die Oder-Neiße-Linie unter dem Vorbehalt einer Änderung im Rahmen einer Friedensregelung als faktisch „unverletzliche“ Westgrenze der Volksrepublik Polen an.

### Seit 1990

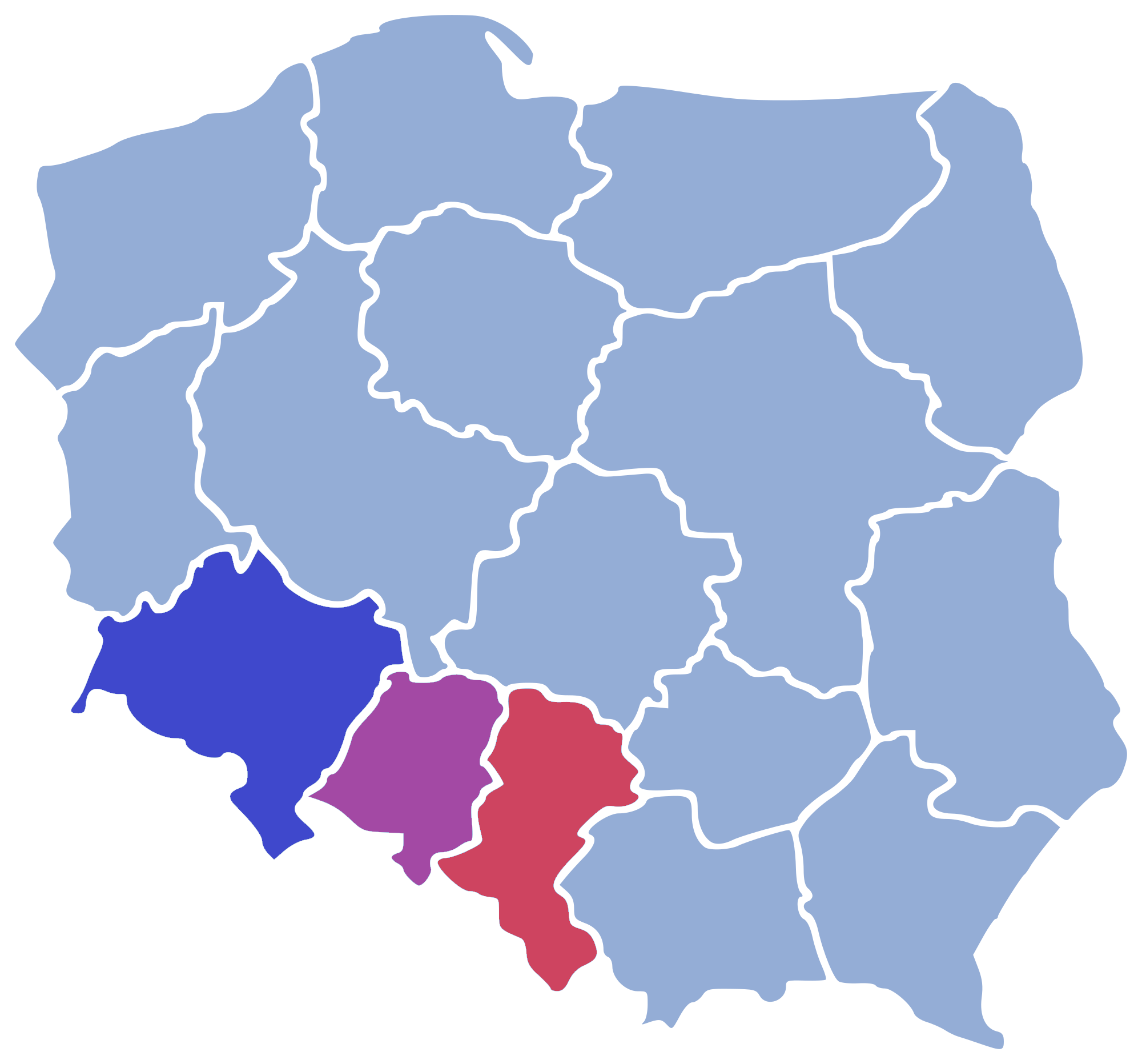
Von West nach Ost: die Woiwodschaften Niederschlesien, Oppeln und Schlesien innerhalb Polens

Lage Tschechisch-Schlesiens (ocker) in der politischen Einteilung Tschechiens neben Böhmen und Mähren

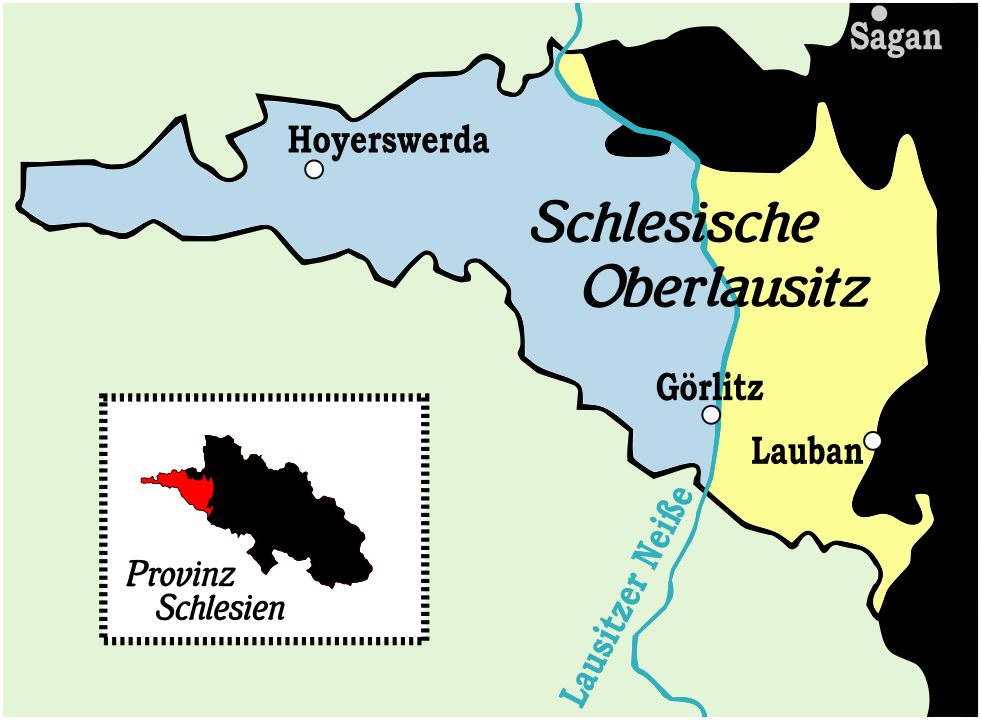
Schlesische Oberlausitz:
Deutschland
Polen

Mit Inkrafttreten des Grenzvertrages zwischen Deutschland und Polen kam der östlich der Neiße gelegene Teil des seit 1742 preußischen Schlesiens völkerrechtlich endgültig zur Republik Polen. Bei der Neugliederung der Woiwodschaften 1999 wurden die historischen Grenzen Schlesiens teilweise wieder berücksichtigt.
Das polnische Schlesien ist heute hauptsächlich in die Woiwodschaften Niederschlesien, Oppeln und Schlesien eingeteilt, kleine Teile gehören zur Wojewodschaft Lebus sowie zu den Woiwodschaften Groß- und Kleinpolen.
Schlesien entwickelt sich wirtschaftlich positiv, besonders erfolgreich ist die Automobilindustrie in Bielsko-Biała und in Gleiwitz. Breslau und seine Umgebung zählen zu den beliebtesten Investitionsstandorten Polens. Im vergangenen Jahrzehnt konnten in allen schlesischen Woiwodschaften zahlreiche wichtige Infrastrukturprojekte einschließlich des Ausbaus der Autobahn A4 realisiert werden. In Breslau entstand bis zur Inbetriebnahme im März 2012 ein neues internationales Terminal des Nikolaus-Kopernikus-Flughafens.
Im Januar 2005 verabschiedete der Sejm ein neues Minderheitengesetz. Danach wurde es in etwa 20 Gemeinden in Oberschlesien mit mehr als 20 % deutschsprachigem Bevölkerungsanteil möglich, eine zweisprachige Ortsbeschilderung und Deutsch als Verwaltungshilfssprache einzuführen.
Der heute tschechische Teil Schlesiens ist auf zwei Regionen verteilt. Der ursprünglich eher strukturstärkere Ostteil gehört zum Moravskoslezský kraj. Diese auf das Zentrum Ostrau ausgerichtete Region hat mit dem Niedergang des Bergbaus und dem damit einhergehenden Strukturwandel zu kämpfen. Der schon früher strukturschwächere und dünn besiedelte Westteil um die Stadt Freiwaldau gehört zum Olomoucký kraj.
Der bei Deutschland verbliebene Teil des ehemals in der Provinz Schlesien verwalteten preußischen Anteils der Oberlausitz verteilt sich heute nach mehreren Kreisgebietsreformen auf die sächsischen Landkreise Bautzen und Görlitz sowie auf den brandenburgischen Landkreis Oberspreewald-Lausitz.

## Kultur

### Heraldik

Wappen der Provinz Oberschlesien
Wappen Niederschlesiens (19. Jahrhundert)
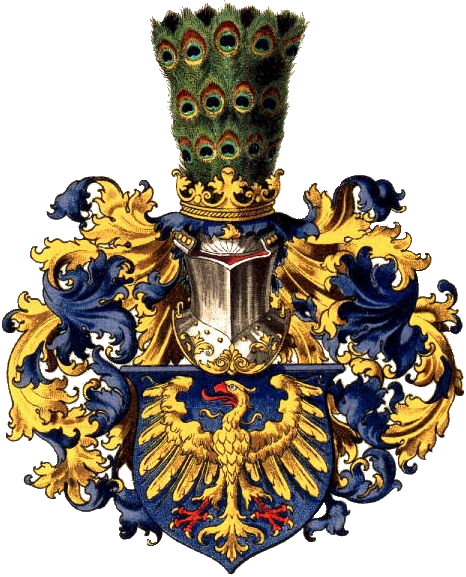
Wappen Oberschlesiens (19. Jahrhundert)

#### Wappen (Nieder-)Schlesiens
Das Wappen Schlesiens stellt einen goldbewehrten, schwarzen Adler auf goldenem Grund dar. Auf der Brust trägt der Adler einen silbernen Halbmond – meist mit einem Kreuz versehen. Ursprünglich geht das Wappen auf Heinrich II. den Frommen, Herzog von Schlesien, zurück. In der Folge trugen weitere Herzöge von Schlesien und Breslau dieses Wappen. Auch die Herzöge der anderen niederschlesischen Teilfürstentümer nahmen den schlesischen Adler in ihre Wappen auf. Dagegen wurde in Oberschlesien seit dem 14. Jahrhundert eine andere Farbgebung des Wappens gebräuchlich. Trotzdem blieb der schwarze Adler das Wappen Schlesiens, auch wenn es keine territoriale Einheit bildete.
Teilweise wird der schlesische Adler – wie im Wappen der Provinz Schlesien – mit dem Herzogshut dargestellt. In der Weimarer Republik bzw. nach dem Ende des Deutschen Kaiserreichs wurde der Adler ohne Krone dargestellt. Auch das Wappen der heutigen Woiwodschaft Niederschlesien zeigt einen unbekrönten Adler, der nach dem schlesischen Wappen am Grab Heinrichs IV. gestaltet ist.

#### Wappen Oberschlesiens
Das oberschlesische Wappen geht auf die Herzöge von Oppeln zurück und zeigt einen goldbewehrten, goldenen Adler auf blauem Grund. In dieser Farbgebung ist das Wappen seit dem 14. Jahrhundert nachweisbar, seit dem 15. Jahrhundert wird der Adler mit einer Krone dargestellt. Mit dem Aussterben der oberschlesischen Piasten in den Teilfürstentümern – die ebenfalls diese Darstellung angenommen hatten – wurde dieses Wappen seltener verwendet (vor allem in der preußischen Provinz Schlesien).
Mit Gründung der preußischen Provinz Oberschlesien wurde ein neues Wappen nötig, das von Otto Hupp entworfen und am 1. Juni 1926 offiziell angenommen wurde. Das Wappen zeigt einen halben unbekrönten oberschlesischen Adler auf blauem Grund, in der Mitte eine goldene Sense und darunter, ebenfalls golden, Schlägel und Eisen. Das Wappen nimmt charakteristische oberschlesische Motive, wie den Piastenadler, die Sense stellvertretend für die Landwirtschaft und die gekreuzten Hämmer als Symbol für den Bergbau auf, zugleich weist es jedoch mit dem halben Adler auf die Teilung Oberschlesiens 1922 hin.
Das heutige Wappen der Woiwodschaft Schlesien zeigt im Gegensatz zu dem der Woiwodschaft Oppeln den unbekrönten oberschlesischen Adler.

## Wirtschaft und Infrastruktur

### Polnischer Anteil
Die traditionelle Verkehrsachse Schlesiens ist die Oder sowie parallel zu ihr verlaufende Straßen. Viele Städte sind historisch an Stellen entstanden, an denen die Oder überquert werden konnte. Von Westen nach Osten verlief außerdem die Via Regia. In Nord-Süd-Richtung wird das Gebiet von der alten Bernsteinstraße durchquert. 1846 wurde die Niederschlesisch-Märkische Eisenbahn erbaut, die Berlin mit Breslau verband. 1847 folgte mit der Oberschlesischen Eisenbahn eine östliche Fortsetzung bis Myslowitz. 1847 wurde Görlitz aus Richtung Osten von Kohlfurt her erreicht, wodurch eine durchgehende Verbindung von Breslau nach Dresden entstand. Die gebirgigen Regionen in Südschlesien wurden durch die Schlesische Gebirgsbahn erschlossen, im Norden wurden durch die Breslau-Schweidnitz-Freiburger Eisenbahn-Gesellschaft bedeutende Verbindungen geschaffen. Nach dem Zweiten Weltkrieg gewannen die Verbindungen ins polnische Kernland wie beispielsweise über Łódź oder alternativ über Posen nach Warschau sowie die Verbindung Breslau-Stettin an Bedeutung. Daneben bestehen Autobahnen und Schnellstraßen wie die A4, A8 und A18 sowie S1, S3 und S7. In Katowice und Breslau bestehen internationale Flughäfen.

### Tschechischer Anteil
Der heute zu Tschechien gehörende Teil Schlesiens wurde durch verschiedene Eisenbahnstrecken erschlossen, die während der Herrschaft der Habsburger entstanden. Hierzu gehören beispielsweise die Bahnstrecken der Kaiser Ferdinands-Nordbahn und die Bahnstrecken Hannsdorf–Ziegenhals und Jägerndorf–Ziegenhals. Wirtschaftlich spielten Bergbau und Stahlwerke eine große Rolle. Beispielhaft hierfür seien die Witkowitzer Eisenwerke genannt.

### Deutscher Anteil

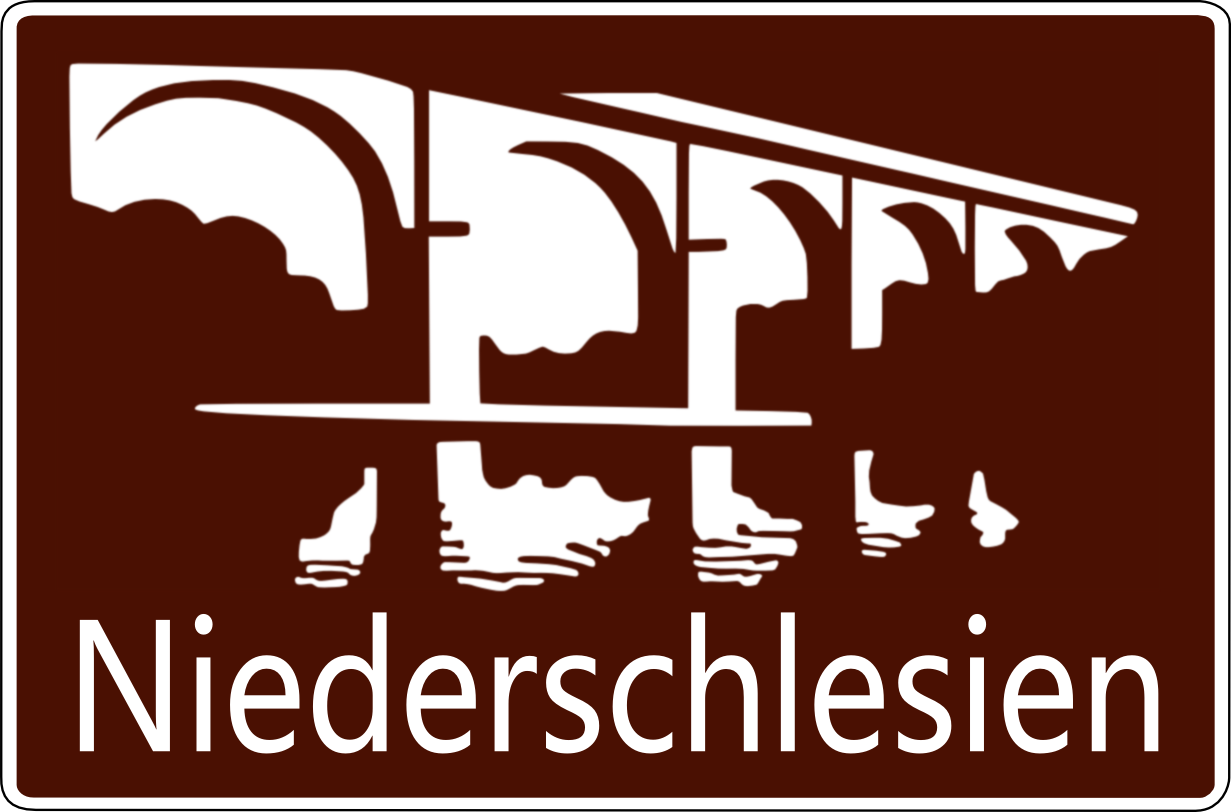
Unterrichtungstafel „Niederschlesien“ an der A 4

Aus der Zeit der schlesischen Herzogtümer befinden sich nur einige Dörfer – das sind Pechern und einige ehemalige Exklaven an der Grenze zwischen Oberlausitz und Niederlausitz – in Deutschland (in den Grenzen von 1990). Als deutsches Zentrum des 1815 von Sachsen an Preußen abgetretenen Teils der Oberlausitz, der 1816 bis 1945 den Provinzen Schlesien bzw. Niederschlesien unterstand, gilt Görlitz. Im Jahr 1847 wurde die Bahnstrecke Dresden–Görlitz eröffnet. Der Bahnhof Görlitz wird von Eisenbahnverbindungen aus Berlin, Dresden und Zittau sowie von Verbindungen aus Richtung Polen erreicht.

## Persönlichkeiten
Aus Schlesien kamen mehrere Seniorherzöge von Polen (z. B. Heinrich I. der Bärtige und seine Nachkommen), Heilige der katholischen Kirche, österreichische Minister und andere hohe Amtsträger, aber auch hervorragende Wissenschaftler, Maler, Dichter und Schriftsteller.
Schlesier waren der Schriftsteller Walenty Roździeński eigentlich Valentin Brusek (1570–1641) und der Literaturnobelpreisträger Gerhart Hauptmann (1862–1946), die in ihren Werken die harten Lebensumstände der schlesischen Handwerker und Arbeiter schilderten, der erste in seinem Poem Officina ferraria das Los der schlesischen Bergleute und Hammerschmiede des 16. Jahrhunderts. Hauptmann verarbeitete in seinem Drama Die Weber die Aufstände der schlesischen Leineweber des 19. Jahrhunderts.
Ebenfalls Schlesier war der Schriftsteller Hermann Stehr. Auch der Dichter Andreas Gryphius, geboren 1616 in Glogau, war Schlesier. Er thematisierte vor allem den Dreißigjährigen Krieg mit seinen Auswirkungen auch auf Schlesien. Anna Würster war im 17. Jahrhundert, mit der Genehmigung des böhmischen Königs Leopold, die erste privilegierte Medizinerin in Schlesien.
Martin Opitz (Von der Deutschen Poeterey) wurde in Bunzlau geboren, der dem Expressionismus zugerechnete Schriftsteller Max Herrmann-Neiße stammt aus Neiße.
Der Barocklyriker, Theologe und Arzt Angelus Silesius („Schlesischer Engel“) wurde in Breslau geboren.
Schlesier waren ebenfalls der Dichter der deutschen Romantik Joseph von Eichendorff (Schloss Lubowitz 1788–Neiße 1857) sowie Óndra Łysohorsky gebürtig Erwin Goj (1905–1989), der außer Poesie, die Kodifizierung des schlesischen Dialekts lachisch schuf, und der zwischen Biedermeier und Realismus stehende Karl von Holtei.
Von den schlesischen Malern seien hier nur Michael Willmann und Adolph von Menzel erwähnt.
Zu den schlesischen Wissenschaftlern gehören z. B. die Physikerin und Nobelpreisträgerin Maria Goeppert-Mayer, Kurt Alder und der Arzt und Bakteriologe Paul Ehrlich, außerdem der Chemiker und Nobelpreisträger Fritz Haber sowie der amerikanische Historiker Fritz Stern. Insgesamt sind in Schlesien 13 Nobelpreisträger geboren worden (s. Breslau) – so viel wie in keinem anderen deutschen Land. Aus Neiße O/S gebürtig ist der Zoologe Bernhard Grzimek, der für seinen zusammen mit seinem Sohn Michael geschaffenen Film „Serengeti darf nicht sterben“ einen Oscar erhielt. Aus Schlesien stammt auch der evangelische Kirchenhistoriker Christian-Erdmann Schott, der zahlreiche Untersuchungen zur Geschichte des Protestantismus in Schlesien vorlegte und in den Jahren 1993–2013 Predigten für Flüchtlinge und Vertriebene aus dem evangelischen Schlesien hielt.
Die Schlesierin Hanna Reitsch (1912–1979) war eine der bekanntesten und erfolgreichsten deutschen Fliegerinnen des 20. Jahrhunderts. Reitsch flog über 40 Rekorde in allen Klassen und Flugzeugtypen.
Kammersänger und Heldentenor Klaus König stammt gebürtig aus Beuthen O/S.
Zu den bekanntesten, in Schlesien geborenen Schauspielern zählen Willy Fritsch, Viktor de Kowa, Georg Thomalla, Thekla Carola Wied, Judy Winter, Hanna Schygulla und der Regisseur Wolfgang Liebeneiner.
Weitere prominente Schlesier sind Paul Albert Glaeser-Wilken, Dietrich Bonhoeffer, Alfred Biolek, Wolfgang Thierse, Klaus Töpfer, Manfred Kanther, Erich Mende, Katja Ebstein, Adam Taubitz, Joachim Meisner, Friedrich Nowottny, Kurt Masur, Klaus Schaller, Günther Rittau und Dieter Hildebrandt, die deutschen Fußballnationalspieler Miroslav Klose (Opole/Oppeln) und Lukas Podolski (Gliwice/Gleiwitz), der Eishockeyspieler und Schiedsrichter Josef Kompalla sowie der Kinderbuchautor und Illustrator Janosch.